# 島原鉄道
島原鉄道株式会社（しまばらてつどう、英: Shimabara Railroad Co., Ltd.）は、長崎自動車（長崎バス）の子会社で、長崎県の島原半島一帯で鉄道・路線バス運行事業および船舶運航事業などを経営している会社である。略称は島鉄。
明治期に発足した日本の私鉄のうち、島原鉄道と東武鉄道、近江鉄道は創立以来社名を一度も変更せずに存続している。
雲仙普賢岳の噴火災害からの復旧中の増資時に長崎県や地元市町が一部株式を保有するようになったが、後年に資本参加したこともあって、第三セクターとしては扱われていない。

## 歴史
- 1908年（明治41年）5月5日 - 島原鉄道株式会社設立。
- 1911年（明治44年）
  - 4月1日 - 鉄道院から150形蒸気機関車（1号機関車）を譲り受ける。
  - 6月20日 - 島原鉄道線 本諫早駅 - 愛野村駅（現在の愛野駅）間が開業。
- 1913年（大正2年）9月24日 - 島原鉄道線 諫早駅 - 島原湊駅（現在の島原船津駅）間が全線開通。
- 1930年（昭和5年）
  - 7月 - 1号蒸気機関車が保存のため鉄道省へ返還される（1936年開館の交通博物館で展示され、閉館後は後身の鉄道博物館に引き継いだ）。
  - 12月5日 - 島原鉄道がバス、タクシー営業を開始[注釈 2]
- 1935年（昭和10年）6月1日 - 雲仙鉄道（1938年廃止）の経営委託を受ける。
- 1943年（昭和18年）7月1日 - 口之津鉄道を吸収合併（島原鉄道線が諫早駅 - 加津佐駅間78.5kmになる）。
- 1956年（昭和31年）7月 - 島鉄観光株式会社設立。
- 1957年（昭和32年）9月24日 - 北有馬村でバスが道路を逸脱して6m転落。死者6人、重軽傷者9人[5]。
- 1966年（昭和41年）3月 - 島鉄タクシー株式会社設立。
- 1978年（昭和53年）7月 - 諫早ターミナルホテル開業。
- 1992年（平成4年）11月3日 - 阿母崎駅 - 吾妻駅間において列車同士が正面衝突する事故。乗客74名が負傷（うち1名は事故後2週間後に死亡）。
- 1995年（平成7年）10月 - 資本金増資。長崎県と沿線市町の出資を受ける。
- 1997年（平成9年）
  - 4月1日 - 島原鉄道線 島原外港駅 - 深江駅間の雲仙普賢岳噴火災害復旧工事が完成し運行再開。観光トロッコ列車運転開始[6]。
  - 8月 - 島原・三池（大牟田）間航路「島鉄高速旅客船」就航。
- 2008年（平成20年）4月1日 - 島原鉄道線 島原外港駅 - 加津佐駅間廃止。
- 2015年（平成27年）4月1日 - 島原・三池（大牟田）間の高速船をやまさ海運に継承[7]。
- 2017年（平成29年）
  - 1月 - 島鉄観光が島鉄タクシーを吸収合併[8]。
  - 11月13日 - 地域経済活性化支援機構の支援の下、長崎自動車の傘下で経営再建を実施することを発表[9][10]。
- 2018年（平成30年）1月 - 長崎自動車グループとなる[11]。
- 2019年（平成31年）2月1日 - 島原半島・熊本県内全域相互の観光回遊人口の増進を目的として、九州産交グループと包括的業務提携契約を締結[12][13]。
- 2020年（令和2年）7月6日 - 本社を島原市弁天町二丁目から同市下川尻町に移転[14][15]。弁天町二丁目の旧本社

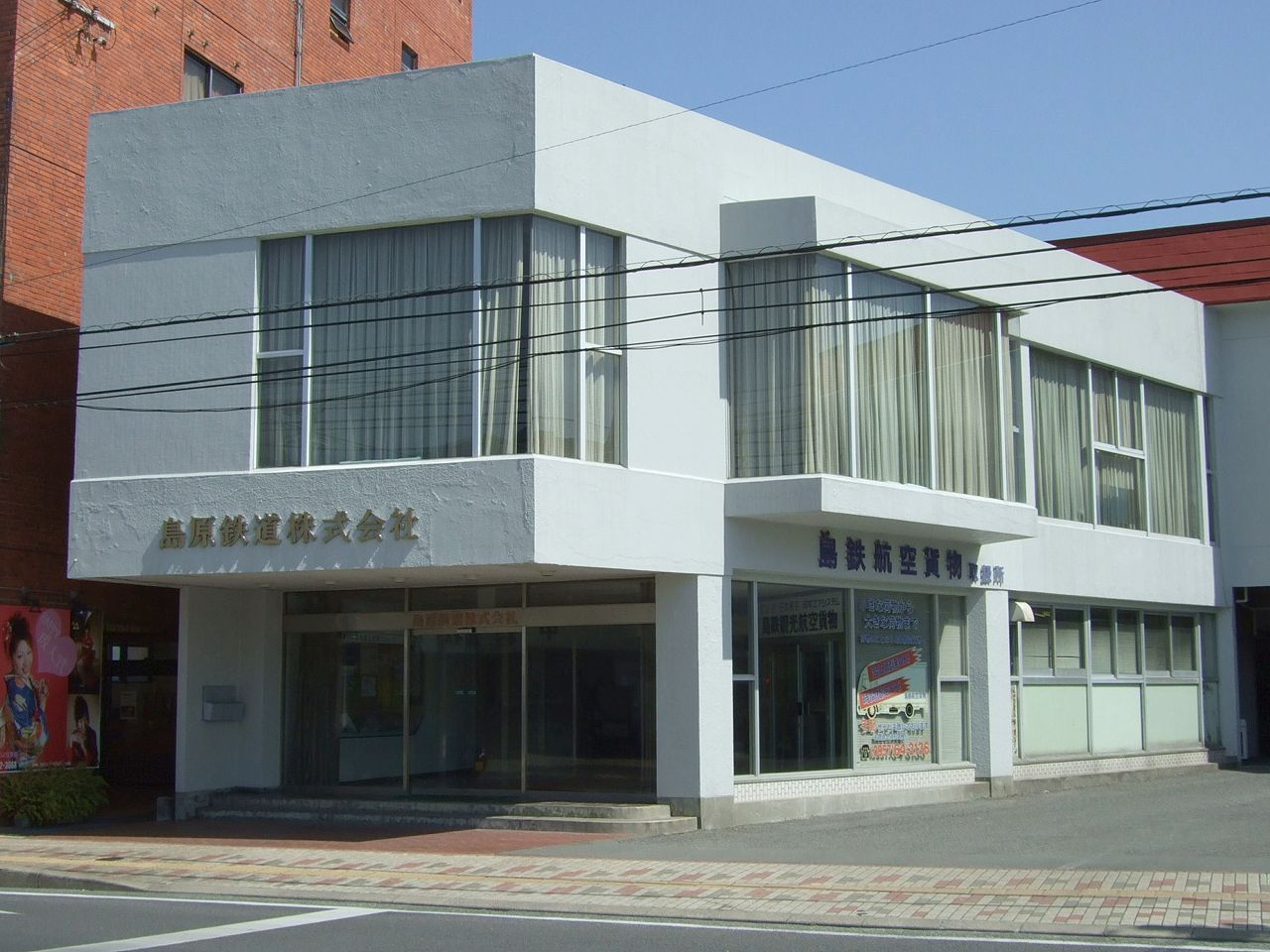
弁天町二丁目の旧本社

- 2021年（令和3年）4月 - 旅行事業を廃止。

### 口之津鉄道
- 1919年（大正8年）4月10日 - 口之津鉄道株式会社設立。
- 1922年（大正11年）4月22日 - 口之津鉄道 島原湊駅 - 堂崎駅間が開業。
- 1928年（昭和3年）3月1日 - 口之津鉄道 島原湊駅 - 加津佐駅間が全線開通。
- 1935年（昭和10年） - 口之津鉄道がバス営業開始。
- 1938年（昭和13年） - 口之津鉄道が鬼池航路を買収。
- 1943年（昭和18年）7月1日 - 島原鉄道が口之津鉄道を合併。

口之津鉄道社紋

## 鉄道事業

### 路線
- 現有路線
  - 島原鉄道線 諫早駅 - 島原港駅 43.2km、24駅
- 廃止路線
  - 島原鉄道線 島原外港駅（現・島原港駅） - 加津佐駅 35.3km、20駅

### 車両

#### 現有車両

##### 気動車
2015年時点で、15両が在籍している。
- キハ2500形（2501 - 2513）
  - 新潟鐵工所製で1994年から2000年にかけて製造された。2512は2009年の事故[16]により運用離脱し、その後、廃車。
- キハ2550形（2551・2552・2553）
  - 新潟鐵工所製で2001年に製造された。番台区分の経緯は、キハ2500形を参照。

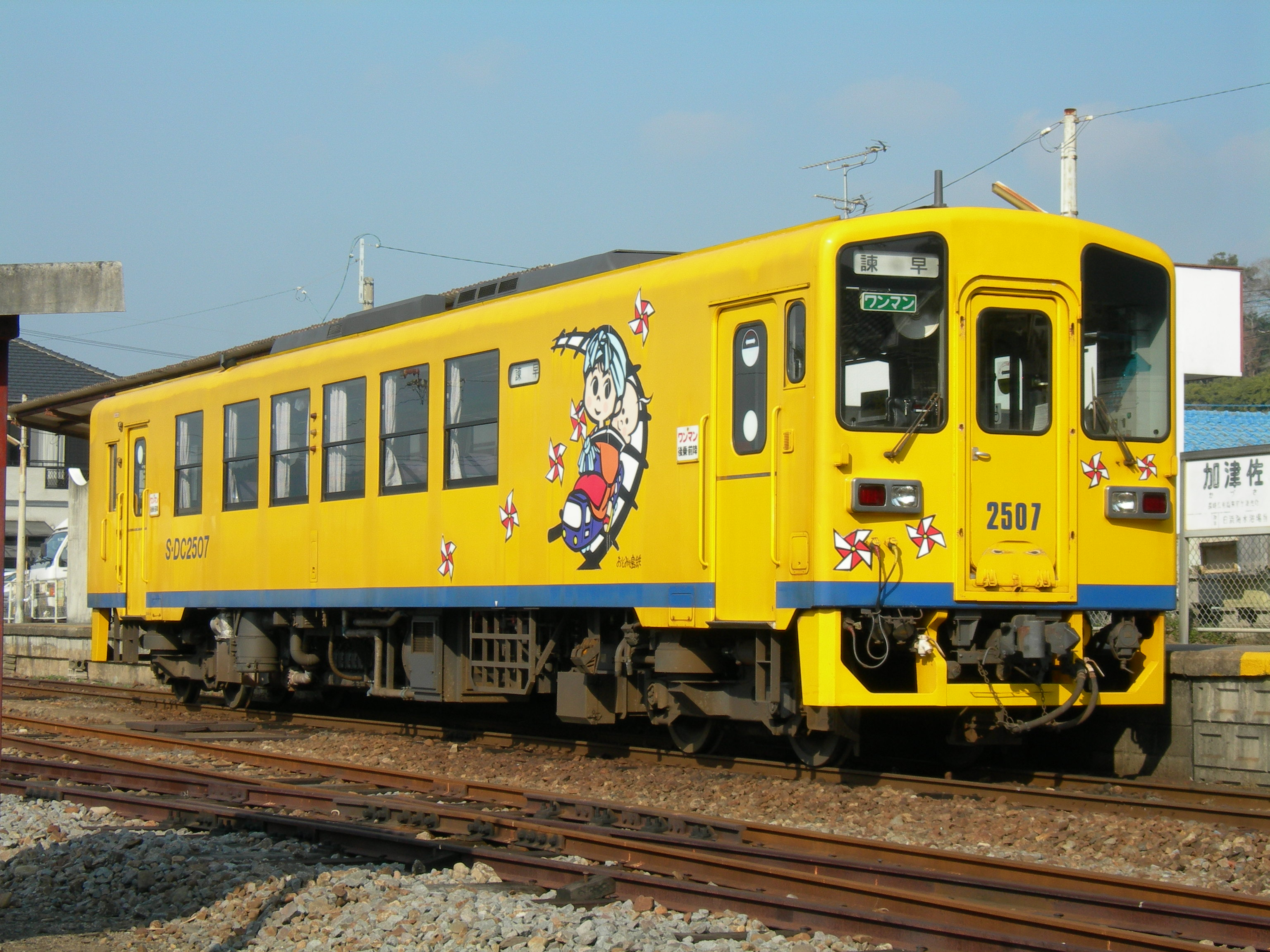
キハ2500形2507（加津佐駅、2008年1月6日）
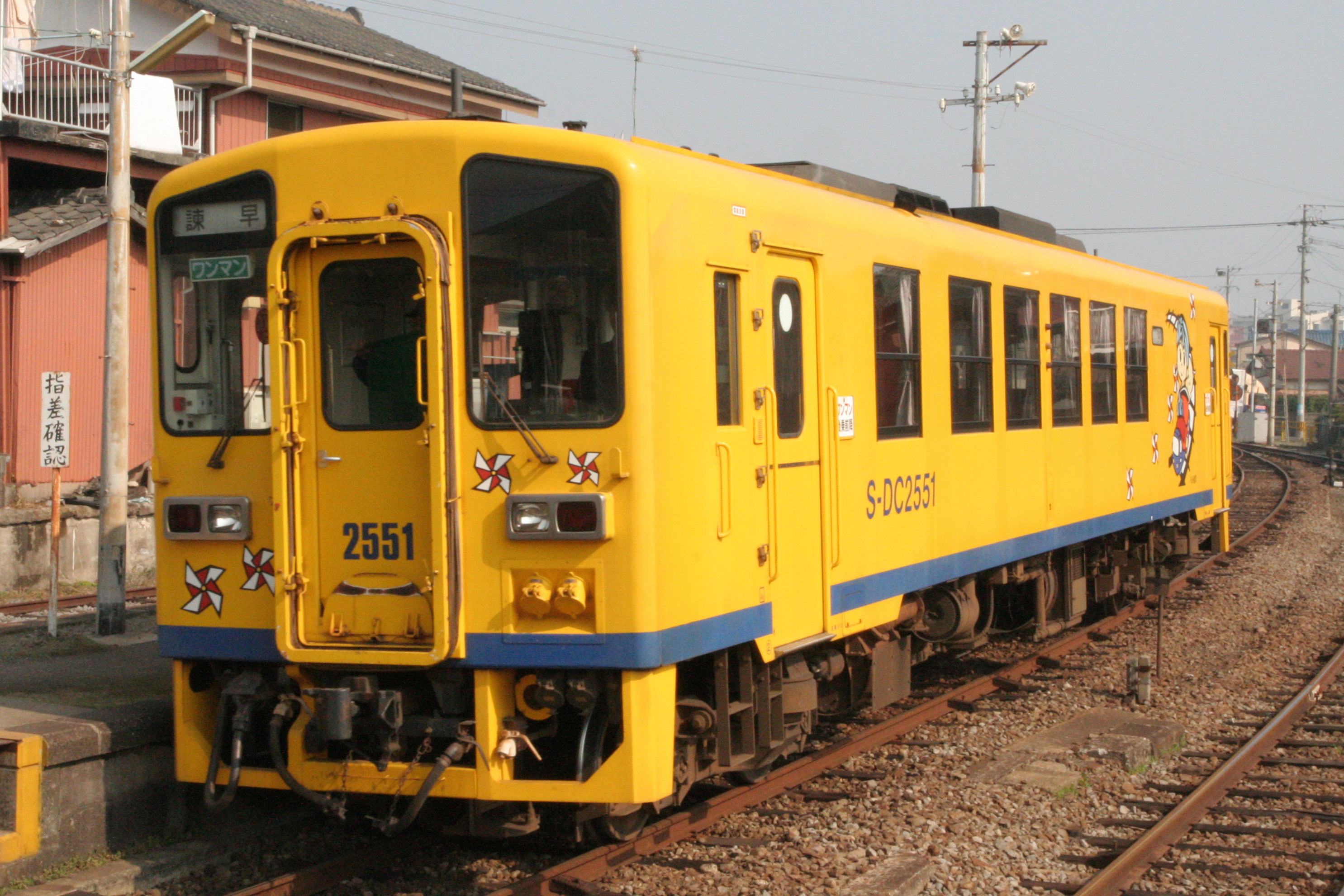
キハ2550形2551（南島原駅〈現・島原船津駅〉、2008年3月12日）

#### 過去の車両

##### 蒸気機関車

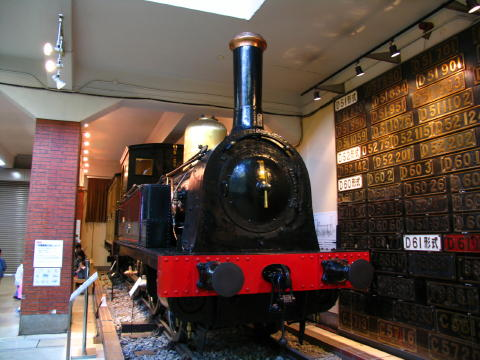
初代1号蒸気機関車（交通博物館）

島原鉄道に在籍した蒸気機関車は、次の23両である。これらのうち、島原鉄道が発注したものはわずかに6両であり、他はいずれも前歴がある。改番は、口之津鉄道からの引継ぎ車については1943年7月の合併時に、1948年3月には在籍車のほとんどについて行われている。
- 1（初代） - 1911年開業時に、鉄道院150を譲受。1871年、英バルカン・ファウンドリー製の車軸配置2-4-0(1B)型タンク機関車。1930年、鉄道省に返還され、旧鉄道博物館→交通博物館→鉄道博物館（埼玉県さいたま市）にて展示。後に鉄道記念物、重要文化財に指定。
- 1（2代） → 7 - 1930年、1（初代）と交換で入線。旧鉄道省656。1897年、英ナスミス・ウィルソン製の車軸配置2-4-2(1B1)型タンク機関車。1955年3月廃車。
- 2 → 28 - 1911年開業時に、鉄道院160を譲受。1871年、英シャープ・スチュアート製の車軸配置2-4-0(1B)型タンク機関車。1955年3月廃車。
- 3（初代） - 1911年開業時に鉄道院161を譲受。1871年、英シャープ・スチュアート製の車軸配置2-4-0(1B)型タンク機関車。1927年3月、温泉鉄道に譲渡。
- 4 → 3（2代） → 27 - 1911年開業時に、鉄道院162を譲受。1871年、英シャープ・スチュアート製車軸配置2-4-0(1B)型タンク機関車。1955年3月廃車。
- 5（初代） - 1911年開業時に、鉄道院163を譲受。1871年、英シャープ・スチュアート製の車軸配置2-4-0(1B)型タンク機関車。1927年2月東肥鉄道に譲渡。
- 6（初代） → 26 - 1921年、島原鉄道自社発注。雨宮製作所製の車軸配置2-4-0(1B)型タンク機関車。温泉鉄道1（後の鉄道省90形）の同形機。1961年7月廃車。
- 11 → 25 - 1943年、口之津鉄道合併時に入線。旧口之津鉄道1。1914年、唐津鉄工所製の車軸配置0-6-0(C)型タンク機関車。日本鉄道大宮工場製の後の鉄道院1040形の同形機。当初は常総鉄道5。1955年3月廃車。
- 12 → 21 - 1943年、口之津鉄道合併時に入線。旧口之津鉄道10。1914年、独クラウス製の車軸配置0-6-0(C)型タンク機関車。1955年3月廃車。
- 13 → 23 - 1943年、口之津鉄道合併時に入線。旧口之津鉄道20。1925年日立製作所製の車軸配置0-6-0(C)型タンク機関車。1955年3月廃車。
- 14 → 24 - 1943年、口之津鉄道合併時に入線。旧口之津鉄道21。1925年日立製作所製の車軸配置0-6-0(C)型タンク機関車。1955年3月廃車。
- 15（初代） → 5（2代） → 15（2代） - 1925年9月に鉄道省1401を譲り受けたもの。1894年、独クラウス製の車軸配置0-6-0(C)型タンク機関車。1961年7月廃車。
- 16（初代） → 6（2代） → 16（2代） - 1925年9月に鉄道省1406を譲り受けたもの。1895年、独クラウス製の車軸配置0-6-0(C)型タンク機関車。1955年3月廃車。
- 17（初代） - 1927年7月に鉄道省1444を譲り受けたもの。1893年、独クラウス製の車軸配置0-6-0(C)型タンク機関車。1937年産業セメント鉄道に譲渡。
- 22 - 1950年3月入線。第二十一海軍航空廠で使用されていた[17]、1943年立山重工業製の車軸配置0-6-0(C)型タンク機関車。1961年4月磐城セメント（住友セメント小倉工場[18]）に譲渡。
- 30 - 32 - 1943年日立製作所製の車軸配置0-4-0(B)型タンク機関車。旧海軍省。
- C1201 - C1203, C1205, C1206（C12形） - 1948年から1949年にかけて新製された自社発注機。国鉄C12形の同形機。C1205は1949年に諫早駅 - 島原駅間でお召し列車を牽引した[19]。C1201が長崎県島原市にある霊丘神社で静態保存されている。
- 【参考】口之津鉄道5 - 1929年10月に鉄道省1680を譲り受けたもの。1933年6月廃車。

##### ディーゼル機関車
- D37形（D3701 - 03）

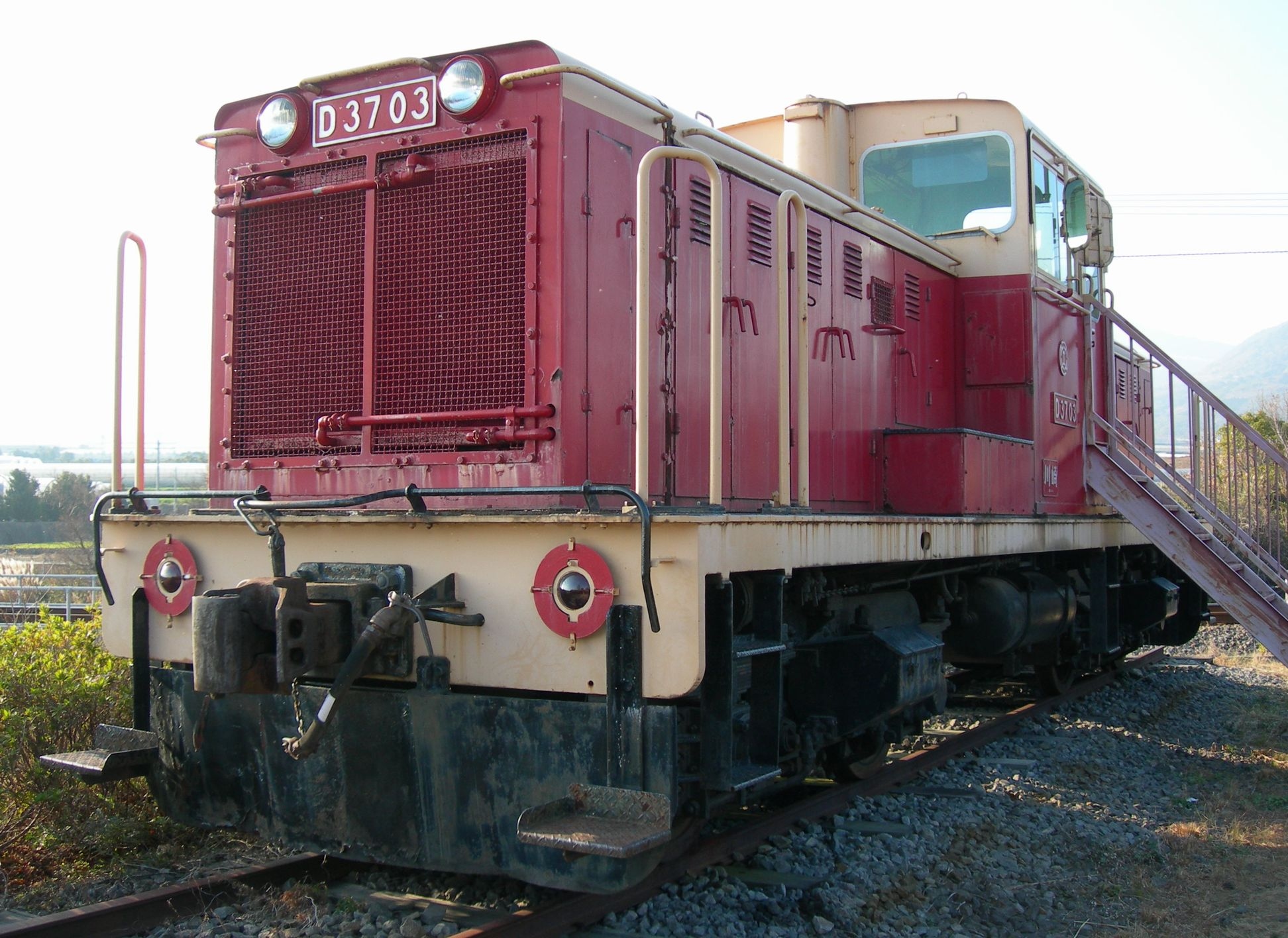
D37形（ふかえ桜パーク、2008年1月6日）

  - 貨物列車に使用されていたC12形蒸気機関車の置き換えを目的として1968年に川崎車輌で製造された液体式ディーゼル機関車。330馬力の内燃機関を2台搭載する。1984年の貨物輸送廃止により1988年に01・02が廃車となった。03は事業用として残され、雲仙普賢岳噴火災害後の復旧工事にも使用されたが、モーターカーTMC370の導入に伴い1999年に廃車となり、南島原市にある「ふかえ桜パーク」に静態保存された。

##### 気動車
- キハニ100形 - 初の気動車。全て愛知県名古屋市の日本車輌製造本店製。1934年に1両（キハニ101）を導入後、翌1935年に3両（キハニ102 - 104）を増備。さらに、口之津鉄道が同型車として1936年にカ5を、1937年にカ6を新造した。いずれも80人乗りの2軸ボギー車で、機関にウォーケシャ6SRLを搭載する機械式ガソリンカーであった。口之津鉄道の合併でカ5・7はそれぞれキハニ105・107と改称の上で本形式に編入されている。第二次世界大戦中は客車代用となり、戦後、木炭ガス発生装置を搭載して代燃車として復活。その後、代燃装置を撤去してキハ100形キハ101 - 104に改称された。1949年に104が廃車され、その後1958年にキハ2000形が導入されるとガソリンエンジンを撤去して101・102を郵便荷物車のユニ101・102に、107を荷物車のニ107に改造し、残る103・105はそのまま廃車となった。
- カ2 - 口之津鉄道合併に伴い編入された、同社の自社発注車。1930年に雨宮製作所でカ1・2を購入した。一連の雨宮製量産2軸ガソリンカーの一つで、60人乗り。カ1をカ2として編入後、エンジンを下ろしてハフ52となった。
- カ3 - カ2と同様、口之津鉄道からの編入車。カ1形の増備車として1931年に雨宮製作所で製造。同じく60人乗りであるが構造が異なる。カ3として編入後、エンジンを下ろしてハフ51となった。
- カ4 - 口之津鉄道からの編入車。1933年日本車輛製造本店製。60人乗りの小型車ながら2軸ボギー車となった。戦後、エンジンを下ろしてホハフ53となった。
- キハ200形 - 第二次世界大戦後、国鉄より2両（キハ201・202）の払い下げを受けた日本車輛製造本店製機械式ガソリンカー。元々は中国鉄道キハユニ170・キハニ170で、いずれも中国鉄道が毎年のように日本車輛製造と加藤車輛製造所に競作させていた一連の大型2軸ボギー車シリーズの一つ。入線後エンジンを日野ディーゼルDS40Bに換装した。
- キハ250形 - キハ200形に続いて3両（キハ251・252・253）の払い下げを受けた中国鉄道由来の機械式ディーゼルカー。入線前に予めエンジンをDMF13に換装してあった。オリジナルはそれぞれキハユニ100・キハニ150・キハニ130で、キハユニ100のみ加藤車輛製造所製で残り2両は日本車輛製造本店製。
- キハ4500形（4501 - 4503・4505） - 1953年に日本車輌・帝国車両で計4両を製造。DMH17BエンジンにTC2液体変速機、それにDT19・TR49台車、と同年製造のキハ45000（キハ17）形の機構をそのまま導入した。詳細は国鉄キハ10系気動車#私鉄向け同系車を参照。主に普通列車に使用された。キハ4505については廃車後、南島原の機関区で倉庫として使用されていた[20]。
- キハ17形・キハ16形（1701 - 1703, 1705・1601 - 1603, 1605） - 旧国鉄キハ17形・キハ16形。唯一の片運転台形式でもある。国鉄で廃車となった2連4本8両を国鉄より購入。キハ4500形と同じく主に普通列車に使用され、1986年までに廃車された。キハ1603については廃車後民間に払い下げられ、カラオケボックスとして使用されており、1995年時点では払い下げられた場所が普賢岳の警戒区域に指定された影響で営業こそしていないものの現存していた[20]。
- キハ26形・キハ55形（2601 - 03・5501 - 03, 05, 06） - 国鉄キハ55系に準じた設計で、自社発注の両運転台型。主に国鉄への直通急行として使用された。キハ2601 - 2603は島鉄初の冷房車に改造された。2500形の増備に伴い、2000年までに全廃となった。
- キハ20形（2001 - 2003・2005 - 2019）
  - キハ2000形とも呼ばれる。2001 - 2003は自社発注車であり、2001・2002は日本車輌製造・安田信託銀行（現・みずほ信託銀行）との信託車両で導入した[21][22]。信託金額は2両で3,300万円である[21]。2005 - 2017は日本国有鉄道（国鉄）からの譲受車である。
  - 1992年の正面衝突事故で2007・2009が廃車[23]となった後、1997年に水島臨海鉄道よりキハ211・212（もと四国旅客鉄道〈JR四国〉）を購入し、2018・2019とした。2018はJR時代にユニット窓に改造されている。
  - 当初は主に国鉄直通急行で、末期には北目線（諫早駅 - 南島原駅間）でラッシュ時を中心に運用されていたが、イベントなどで南目線（南島原駅 - 加津佐駅間）でも運用されることがあった。
  - 前述の事故を除く廃車は1995年ごろから始まり、部分廃止直前の2008年3月時点では2003・2006・2008・2011・2013・2016・2018・2019の8両が在籍していた。塗装は2003・2006が三本ひげ塗装（国鉄の同形車と区別することが目的）、2008が朱色1色、2011がトロッコ列車色、2013・2016が旧国鉄一般色、2018・2019が島原鉄道一般色（通称「赤パンツ」[24]）であった。その後、同年4月1日の島原外港駅 - 加津佐駅間の廃止に伴い余剰となるため、前日の3月31日限りで全車運用離脱した。

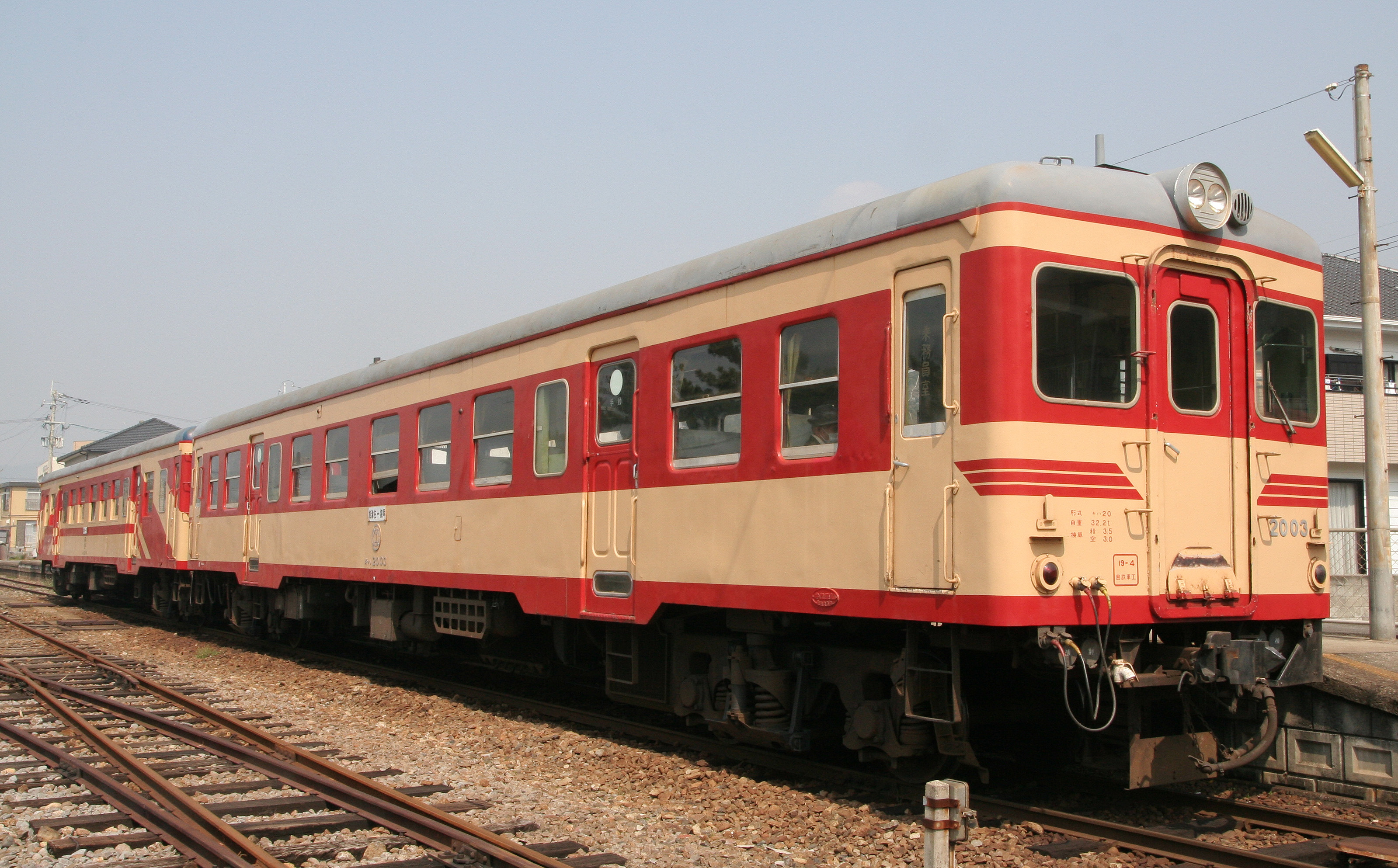
キハ20形2003（三本ヒゲ）。加津佐駅、2008年3月12日。
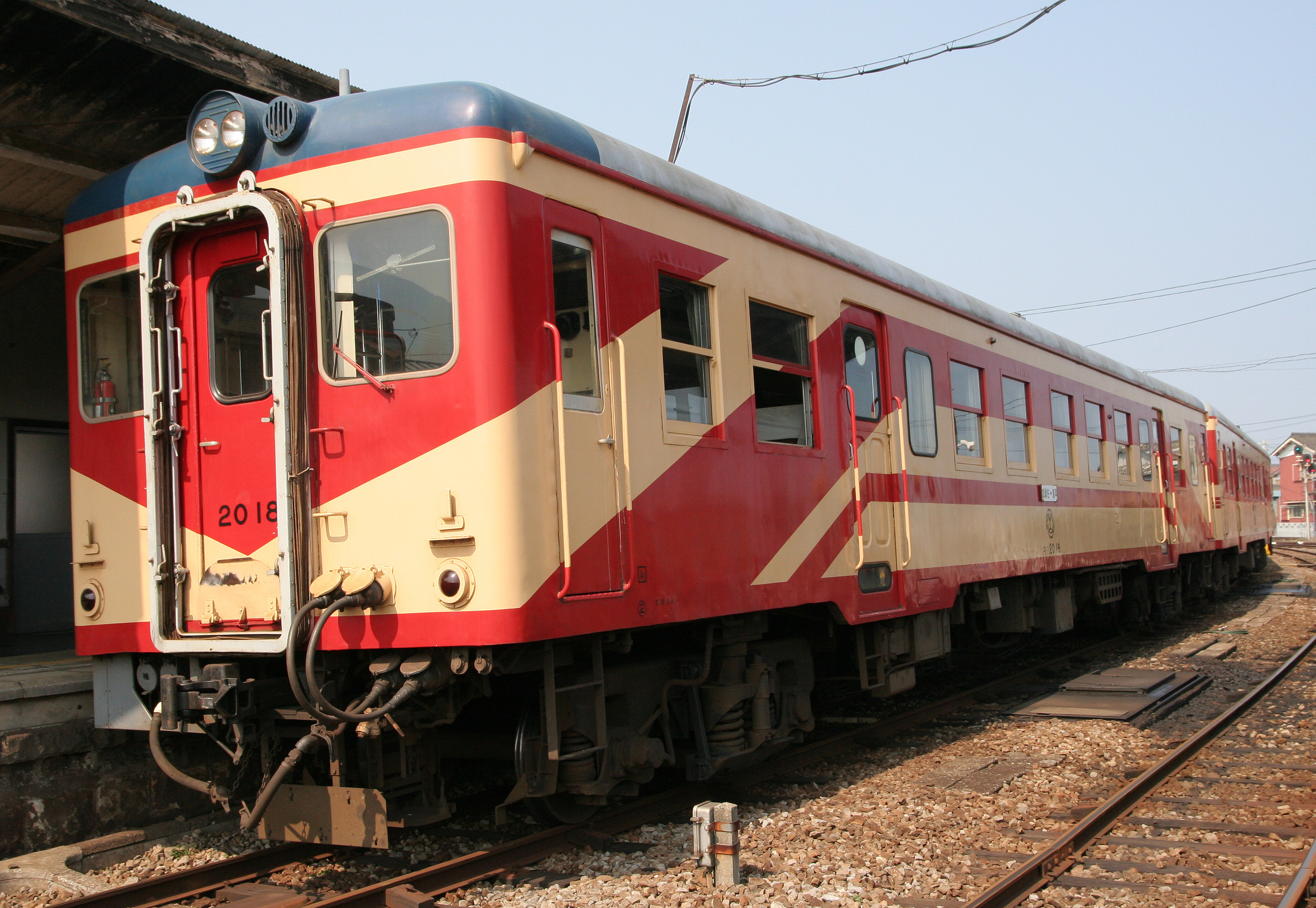
キハ20形2018（島原鉄道一般色、通称「赤パンツ」）。南島原駅、2008年3月12日。
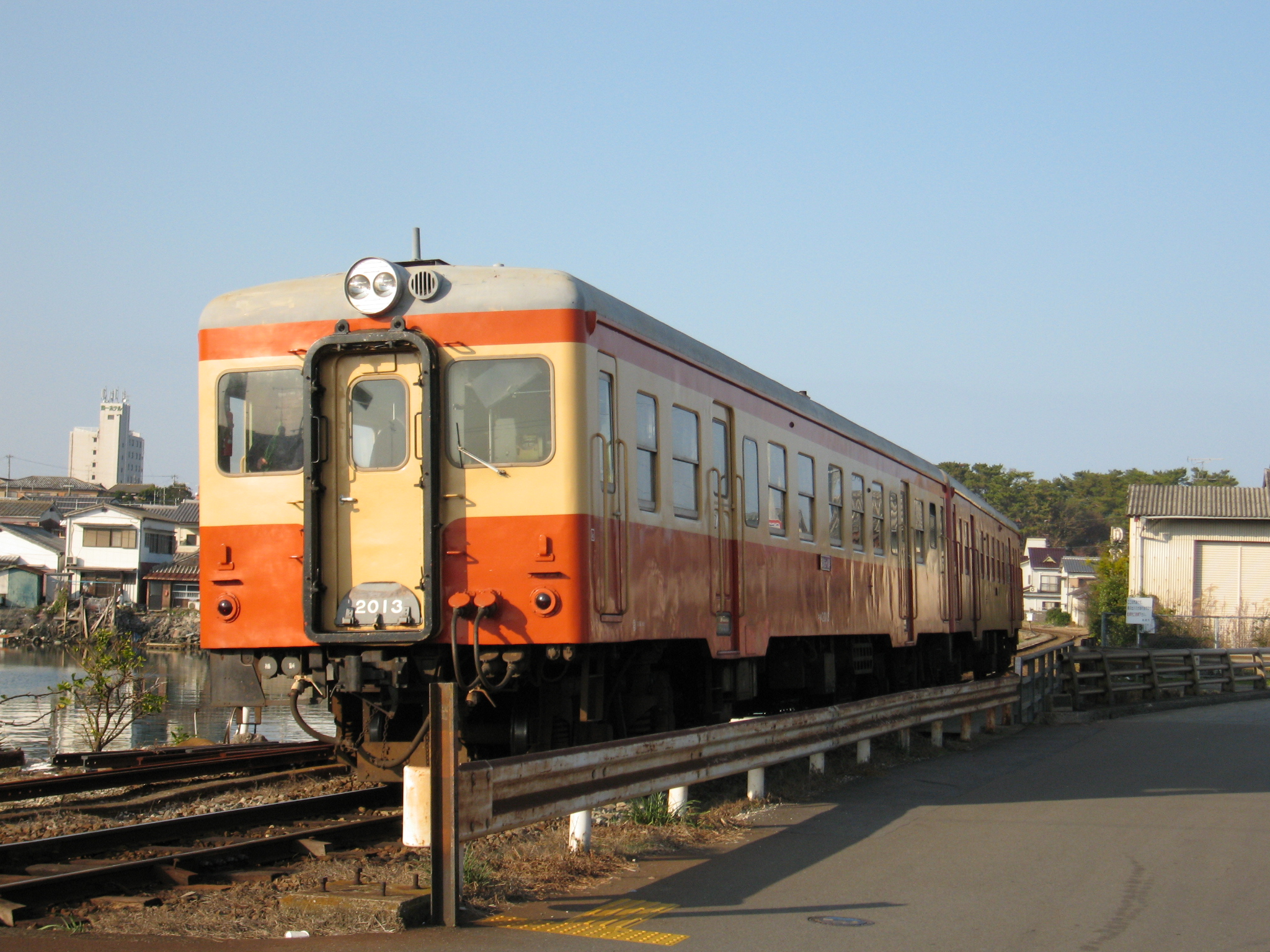
キハ20形2013・2016（国鉄色）。南島原駅、2006年12月10日。
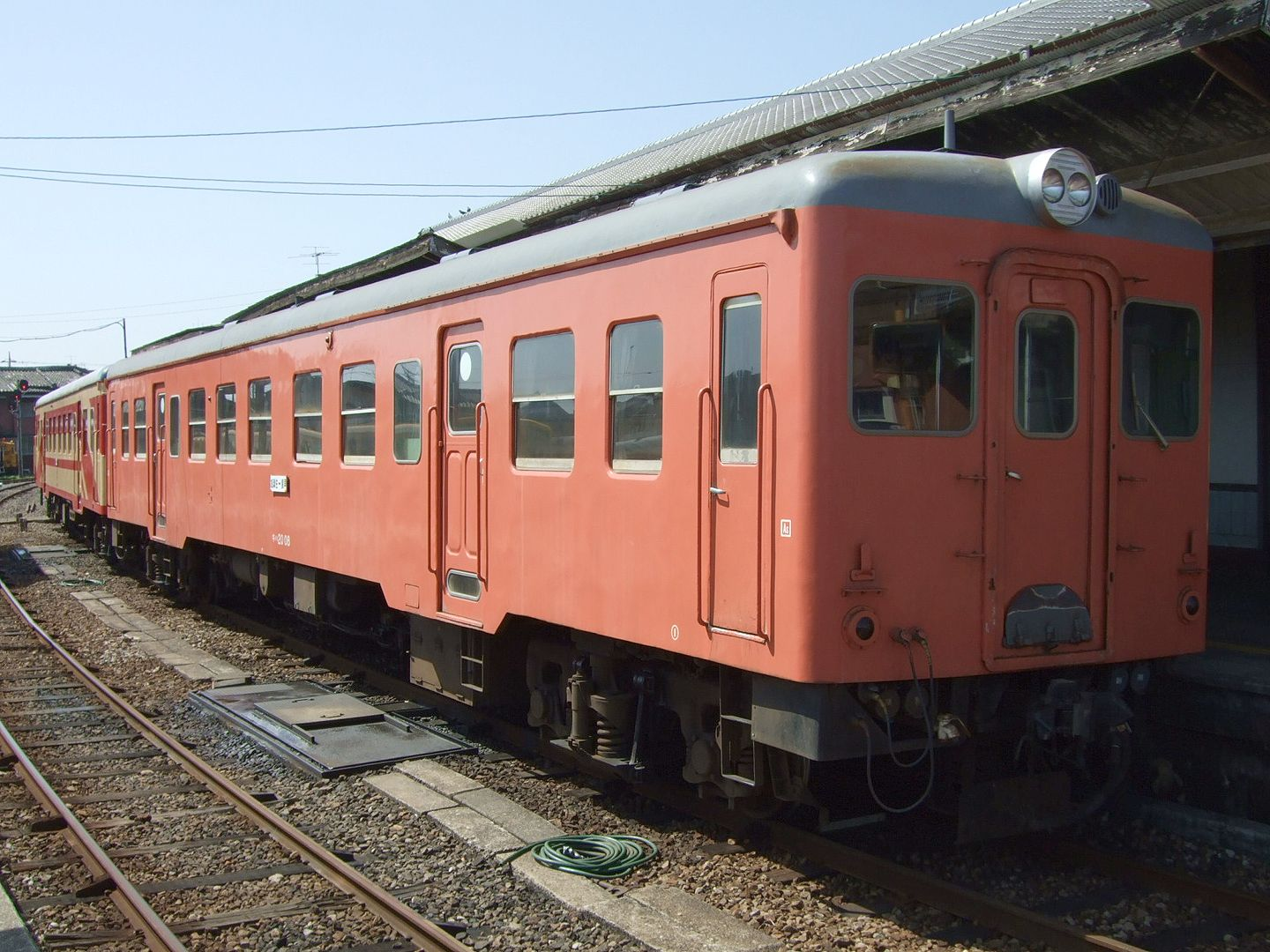
キハ20形2008（首都圏色）。南島原駅、2008年3月15日。
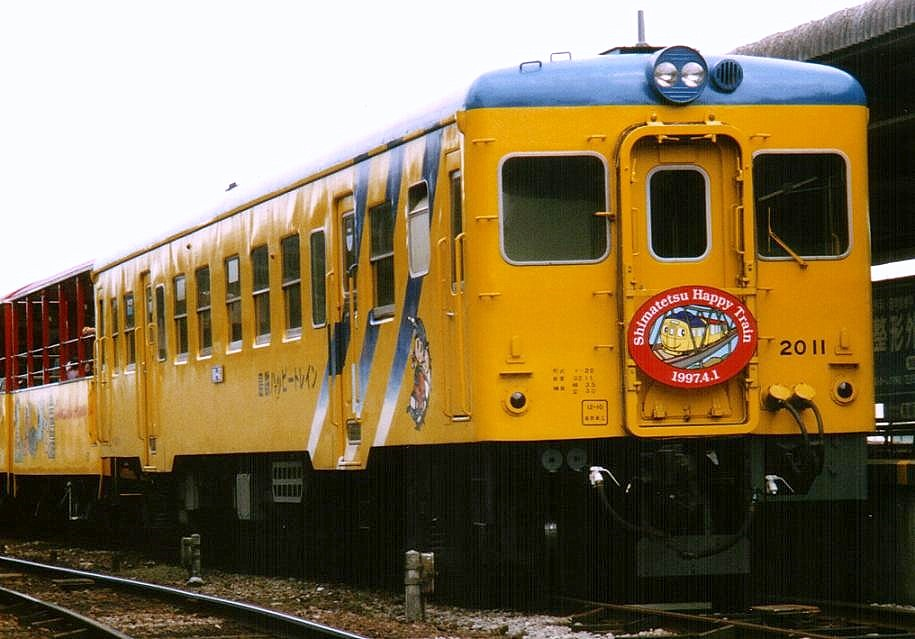
キハ20形2011の島鉄ハッピートレイン色。 島原駅、2001年。

##### 客車

###### 二軸客車
島原鉄道の二軸客車は、いずれも木造車で、1911年の開業に際して鉄道院から譲り受けた10両(1 - 10)、1913年の延伸開業に際して同じく鉄道院から譲り受けた6両(11 - 16)、1915年に譲り受けた7両(17 - 23)の計23両である。その後、1923年および1924年に口之津鉄道へ4両、1927年には温泉鉄道に3両を譲渡し、1943年の口之津鉄道合併時には16両の二軸客車が在籍した。口之津鉄道からは、先に譲渡した車両の再編入を含めて14両が編入され、この時点で島原鉄道の二軸客車は30両を数えたことになる。
また、戦後の車両不足の時期に、海軍工廠で使用されていた小型貨車が簡易客車として使用された。全長5m、幅2m、高さ3m程度で、腰板が高く幕板のない粗末なものであった。何両が使用されたかも不明であるが、加津佐海水浴場のバンガロー等として、9両が利用されているのが確認されている。
- 1・2 → ハユ1・2
開業時に鉄道院から譲り受けたものである。最終時はハユ1・ハユ2で、1949年6月に廃車となったが、それ以前の状況は不詳。
- 3 - 5
開業時に鉄道院から譲り受けたものである。1927年に温泉鉄道に譲渡された。
- 6 → ハ6
開業時に鉄道院から譲り受けたものである。1942年の列車衝突事故で大破し、復旧されないまま、1949年6月に廃車となった。
- 7 → ハニ7 → 口之津ハニ7 → 島原ハニ7 → ニ11
開業時に鉄道院から譲り受けたものである。1924年に口之津鉄道に譲渡され、1943年の合併時に島原鉄道に復した。1895年11月阪堺鉄道製。1959年12月に廃車となった。
- 8 - 10 → ニ8 - 10
開業時に鉄道院から譲り受けたものである。いずれも関西鉄道の引継ぎ車で、関西鉄道では、193, 186, 183と称した。1929年4月に手荷物緩急車への改造認可を受けている。10は1949年6月、8と9は1956年3月に廃車となった。
- ロハ11 → ハユ11
1913年の延伸開業時に鉄道院から譲り受けたものであると推定される。1949年6月に廃車となった。
- 12 - 14 → 口之津ハニ8 - 10 → ユニ8 - 10 → 島原ユニ12 - 14 → ニ12 - 14
1913年の延伸開業時に鉄道院から譲り受けたもので、1924年に口之津鉄道に譲渡され、おそらく省から4両の二軸車を譲り受けた際に、郵便荷物車に改造された。1943年の合併に伴い島原鉄道に復し、1949年6月に廃車された。
- ハ15・ハ16 → ニ15・ニ16
1915年8月に鉄道院から譲り受けたハ2057とその同形式車（番号不明）。1928年12月に手荷物緩急車への改造認可がされている。16は1950年5月、15は1956年6月に廃車となった。
- ハ17 → ユ1・ハ18・ハ19 → ユ2・ハ20
1915年8月に鉄道院から譲り受けた、ハ2561 - 2564である。1897年新潟鉄工所製。ハ17とハ19は、1950年に郵便車に改造された。廃車は、いずれも1956年3月である。
- ハ21 → ユニ21・ハ22 → ユニ22
1915年8月に鉄道院から譲り受けた、ハ3532・ハ3533である。1929年11月認可で、手荷物郵便緩急車に改造された。1956年3月廃車。
- ハ23
1915年8月に鉄道院から譲り受けた、ロ771である。デッキ付きクロスシート車で、1872年新橋工場製。1949年6月に廃車となった。
- ハ41 - ハ46
1943年の口之津鉄道合併時に編入されたもの。1922年の口之津鉄道開業に当って鉄道省から譲り受けたもので、口之津鉄道時代は1 - 6であった。このうち、41は、口之津鉄道時代の1929年に二・三等車から三等車に改造され、42・43は二・三等合造車であったが、合併時に三等車となった。1・2旧番はロハ293・ロハ294で、3は不明。1896年三田製作所製。44 - 46は、当初から三等車で、旧番は200・187・291である。1895年、阪堺鉄道製である。
- ハ47 - ハ50
1943年の口之津鉄道合併時に編入されたもの。口之津鉄道が1926年下期に鉄道省から譲り受けたもので、11 - 14と称した。この車両の詳細は不明である。

###### 木造ボギー客車
島原鉄道のボギー客車は、1920年に鉄道省から譲り受けた1両を嚆矢とするが、その後、自社発注の木造車が10両製造されるとともに、前述の二軸車3両と交換で温泉鉄道から1両を譲り受けている。口之津鉄道合併時には、5両が編入された。戦後の1950年10月には、日本国有鉄道（国鉄）から9両を譲り受けた。島原鉄道の木造客車は、26両が在籍したことになる。これらの一部は、廃車後、加津佐海水浴場のバンガローとして再利用された。（「加津佐駅#バンガローになった鉄道車両」を参照）
- ホロ24 → ホロハ24 → トク24
1920年12月9日付けで鉄道省から譲り受けた、島原鉄道初のボギー車で旧番号はフコイロ5421であった。元は北海道炭礦鉄道いに6で、1894年手宮工場製である。戦後、整備の上特別車となったが、あまり使われないまま休車となり、1951年3月に廃車となった。
- ホハ25・ホハフ26・ホハ27 → ホハユ27 → ホハ27・ホハ28・ホハフ29・ホハ30 → ホハユ30 → ホハ30
1921年7月から1923年5月にかけて入線した、自社発注による16m級木造ボギー客車群である。製造は、福岡市の岡部鉄工所である。戦後の1949年に車体更新により木造車体のまま広窓・丸屋根化が施工され、形態が変わった。25, 27, 28, 30については1960年5月廃車、残りは1960年代中盤まで在籍した。
- ホロハ31 → ホハ31 → ホハフ31
1927年4月に、温泉鉄道ホロハ2を譲り受けたもので、1923年岡部鉄工所製である。構造は前記の木造客車群と同一で、1949年に更新修繕を受けたのも同様である。
- ホロハ32 → ホハ32・ホハ34
口之津鉄道合併にともない編入された木造客車で、旧ホロハ15・ホハ20である。前記の客車と同じく岡部鉄工所の製造であるが、車体が短く14m級であった。1949年に更新修繕を受けたのも同様である。
- ホハフ33 → ホハ33 → ホハフ33
口之津鉄道合併に伴い編入された木造客車で、元は温泉鉄道が1923年に岡部鉄工所で製造したホロハ1であり、雲仙鉄道ではホロハ101であった。雲仙鉄道の廃止とともに口之津鉄道に譲渡され、ホハ17と称した。ホハフ31は同形車である。1960年10月廃車。
- ホハフ35 - 38
1928年日本車輌製造製の16m級木造ボギー車である。これも戦後の更新修繕により、丸屋根・広窓となった。そのうち、ホハフ37は、1962年7月に長物車チム371に改造された。
- ホハユニ39・ホハユニ40
1934年に口之津鉄道が鉄道省のホユニ5054・ホユニ5056を譲り受けたもので、改造のうえホハユニ30形（30・31）としたものである。15m級の木造客車であるが、1949年に廃車となった。
- ホハフ2722
1950年10月に日本国有鉄道から譲り受けたもので、1902年九州鉄道小倉工場製の16m級オープンデッキ客車であったが、1951年に車体更新された。1959年2月廃車。
- ホハユ3101 → ホハニ3101
1950年10月に日本国有鉄道から譲り受けたもので、1899年日本車輌製造製の16m級オープンデッキ客車である。旧九州鉄道。1960年10月廃車。
- ホハユ3311 → ホハニ3311 → ホユニ3311
1950年10月に日本国有鉄道から譲り受けたもので、1899年日本車輌製造製の16m級オープンデッキ客車である。旧九州鉄道。1951年に車体更新された。
- ホハユニ3751 → ホハニ3751
1950年10月に日本国有鉄道から譲り受けたもので、1903年鉄道作業局新橋工場製16m級木製客車。1957年7月廃車。
- ナユニ5660 → ナハニ5660 → ナユニ5660
1950年10月に日本国有鉄道から譲り受けたもので、1908年（旧）関西鉄道四日市工場製16m級木製客車（関西大ボギー）。ナユニへの再改造時に丸屋根となった。1964年休車。
- ホハ12061・ホハ12187・ホハ12188
1950年10月に日本国有鉄道から譲り受けたもので、鉄道院基本形客車に属する。製造は12061が1912年日本車輌製造製、12187と12188が川崎造船所である。廃車は12061と12188が1959年2月、12187が1960年10月である。
- ナハフ14188 → ナハニ14188
1950年10月に日本国有鉄道から譲り受けたもので、鉄道院基本形客車に属する。1911年汽車製造製。1951年に荷物合造車に改造された後、1960年10月廃車。

###### トロッコ客車
- トラ700形（701・702）
  - 元JR貨物トラ70000形のトロッコ車両。南目線（南島原駅 - 加津佐駅間）の廃止後は福岡県北九州市に譲渡され、同市が門司港レトロ地区に整備した観光鉄道（門司港レトロ観光線）で使用されている[25]。

#### 車両数の変遷
| 年         | キハ4500形 | キハ16形 | キハ17形 | キハユ17形 | キハ55形 | キハ26形 | キハ20形 | キハ2500形 | キハ2550形 | 計（冷房車） |
| ---------- | ---------- | -------- | -------- | ---------- | -------- | -------- | -------- | ---------- | ---------- | ------------ |
| 1982       | 2          | 4        | 2        | 2          | 5        | 3        | 3        |            |            | 21(3)        |
| 1983       | 3          | 4        | 2        | 2          | 5        | 3        | 3        |            |            | 22(3)        |
| 1984       | 3          | 4        | 2        | 2          | 5        | 3        | 3        |            |            | 22(3)        |
| 1985       | 3          | 4        | 2        |            | 5        | 3        | 3        |            |            | 20(3)        |
| 1986       | 3          | 2        | 2        |            | 5        | 3        | 7        |            |            | 22(3)        |
| 1987       | 3          |          |          |            | 5        | 3        | 12       |            |            | 23(3)        |
| 1988       | 1          |          |          |            | 5        | 3        | 16       |            |            | 25(3)        |
| 1989 -1991 |            |          |          |            | 5        | 3        | 16       |            |            | 24(12)       |
| 1992       |            |          |          |            | 5        | 3        | 16       |            |            | 24(19)       |
| 1993       |            |          |          |            | 5        | 3        | 16       |            |            | 24(19)       |
| 1994       |            |          |          |            | 5        | 3        | 14       |            |            | 22(17)       |
| 1995       |            |          |          |            | 4        | 2        | 14       | 5          |            | 25(21)       |
| 1996       |            |          |          |            | 4        | 2        | 14       | 5          |            | 25(21)       |
| 1997       |            |          |          |            | 3        | 1        | 15       | 5          |            | 24(21)       |
| 1998 -2000 |            |          |          |            | 1        |          | 13       | 10         |            | 24(23)       |
| 2001       |            |          |          |            |          |          | 11       | 13         |            | 24(24)       |
| 2002 -2008 |            |          |          |            |          |          | 8        | 13         | 2          | 23(23)       |
| 2009       |            |          |          |            |          |          |          | 13         | 2          | 15(15)       |
| 2010       |            |          |          |            |          |          |          | 13         | 2          | 15(15)       |
| 2011       |            |          |          |            |          |          |          | 13         | 3          | 16(16)       |

- 注釈：事業用車除く。1982・83年は1月1日時点、1984年以降は4月1日時点。
- 出典：『私鉄車両編成表』各年版（ジェー・アール・アール）

#### その他

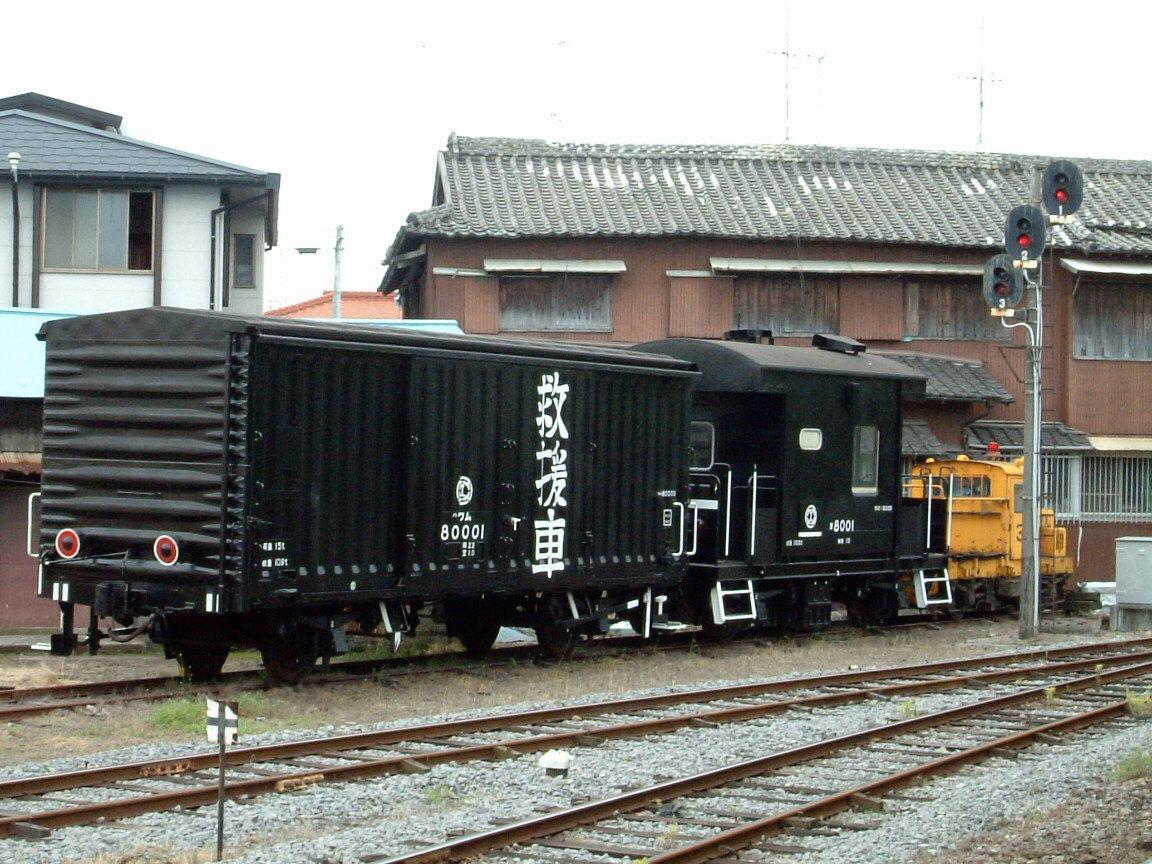
工事用車両のワム80001およびヨ8001。後方はモーターカーTMC100B
（南島原駅、2003年5月）

保線用モーターカーとして、富士重工業製の小型機TMC100Bを保有しており、レール等の資材運搬に使用していた。1999年にはより大型のTMC370が入線した。同機は前後とも自動連結器を有して故障車両等の牽引にも対応し、残存していた機関車D3703が置き換えられた。
1993年には工事用車両としてワム80000（ワム80001）、ヨ8000（ヨ8001）各1両とホキ800（ホキ801、802）2両が入線した。いずれも車籍編入はなされず、ワムは黒一色に塗装され白色で「救援車」の文字が書かれていた（写真参照）。
2014年3月から車両の命名権を販売しており、個人でも法人でも購入することができる。3か月で150,000円、6か月で200,000円、12か月で250,000円で販売しており、車両の前と後ろに命名した名前や希望したデザインを施したヘッドマークを掲出してその期間運行する。

## 自動車事業（バス事業）

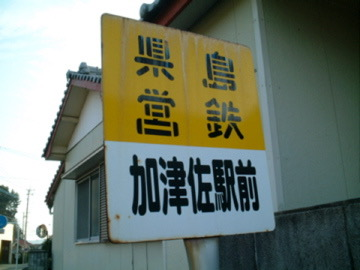
長崎県営バスが島原半島に路線を展開していた当時のバス停留所（加津佐駅前）。2002年頃撮影。

長崎県内で路線バス・貸切バス事業を行っており、島原市を中心に諫早市、雲仙市、南島原市を含む島原半島全域を営業エリアとしている。そのほかに大村市にある長崎空港と諫早市を結ぶ連絡バスも運行している。バスターミナルは雲仙市小浜地区に小浜ターミナルを設置している。また、諫早駅前に諫早ターミナルを設置していたが、2007年4月1日、長崎県営バスの島原半島撤退と同時に県営バス諫早ターミナルに機能を移転した。これにより県営と島鉄で別々に設置されていた諫早駅前のバスターミナルが統合された。その後、諫早駅再開発に伴い、諫早バスターミナルが新施設に移転し、ターミナル（発券カウンター・待合室等）は諫早駅再開発ビル（イーサ）1階に設置。その前面の諫早駅東公共交通広場内に乗降場7バースを設置し、うち1バースを島鉄が使用している。かつては島原市中心部の島鉄本社前駅（現：霊丘公園体育館駅）近くに島鉄バスターミナルが設置され、島原半島における同社最大のバス網拠点としていたが、併設していたイオン島原店の再開発に伴い2021年2月28日を以って閉鎖され、バスの定期券・各種乗車券等の窓口機能は島原駅に統合された。旧島鉄バスターミナル跡地はイオン島原ショッピングセンターとなり、店舗前に「イオン島原店前」という名称のバス停が設置された（高速バス「島原号」は島原港からの発着に変更）。
このほか、島原市内においてジャンボタクシー形式の車両（定員11人）を用い、人工知能（AI）を駆使して最短ルートを探りながら乗客が利用したい停留所のみ停車するコミュニティバス「たしろ号」の運行を島原市より受託している。
営業所は島原市、諫早市、南島原市（口之津）に置いている。
島鉄バスではICカード乗車券として通常の長崎スマートカードが使用できたが、モバイル長崎スマートカードは使用できなかった。2020年6月30日をもって島鉄における長崎スマートカードの販売・積増し（チャージ）が終了し、代替として島鉄バス専用の紙式回数乗車券を発売。定期券はプラスチックカードになった。

### 営業所
- 島原営業所

所在地：島原市弁天町2丁目7140-1
- 島原港営業所

所在地：島原市下川尻町7-5
- 諫早営業所

所在地：諌早市永昌東町18-1
- 口之津営業所

所在地：南島原市口之津町丙4134-71

#### 廃止された営業所
- （旧）島原営業所
かつての所在地：島原市弁天町1丁目7118-1
  - 島鉄バスターミナル内に併設されていたが、イオン島原店の再開発に伴い2021年2月28日を以って閉鎖し、近くにある以前から車庫として使用していた社有地へ移転。
- 雲仙営業所
かつての所在地：雲仙市小浜町雲仙321
  - 諫早方面・島原方面への路線（区間便も含む）を担当していた。以前からの利用者減少ならびに2020年の新型コロナウイルス感染症拡大による甚大な影響により営業休止や時短営業などを繰り返していたが、2021年11月30日を以って廃止。現在は旧営業所前の路上に停留所が設けられ引き続き乗降扱いを行っている。因みに長崎県営バスの長崎市行き特急バスも当営業所前にて折り返し運行をおこなっている。

### 高速バス・特急バス
- 福岡 - 諫早・島原「島原号」（西日本鉄道との共同運行）

かつては諫早 - 小浜・雲仙間に「島原号」乗り継ぎ専用特急バスを運行していたが、2005年9月30日を以って運行休止した。現在は島鉄の路線バスとの接続乗車券を発売している。
- （特急）本諫早駅前 - 諫早 - 長崎空港

### 一般路線バス
島原半島内の各地区に路線を持つ。主な路線は以下の通り。
- 島原 - 雲仙
- 諫早駅前 - 愛野 - 小浜 - 雲仙[注釈 4]
- 諫早駅前 - 愛野 - 小浜 - 加津佐海水浴場前 - 口之津[注釈 5]
- 諫早駅前 - 愛野 - 小浜 - 有家
- 諫早駅前 - 多比良港 - 島原（鉄道の補完路線に近いが、ほとんどが下記の多比良港 - 島原間の区間便）
- 多比良港 - 島原（上記路線の区間便）
- 島原 - 深江 - 有家 - 原城 - 口之津 - 加津佐海水浴場前（2008年に廃止となった南目線島原外港 - 加津佐間の代替として）
- 島原 - 深江 - 藤原（ふじばる） - 有家 - 須川港（上記路線の区間便に準じる。ただし布津から有家にかけては天ヶ瀬・藤原回りで運行）

#### 過去に運行していた路線
- 長崎 - 有明フェリー経由 - 熊本「ありあけ号」（九州産業交通、長崎県交通局と共同運行）
- （特急）長崎駅前 - 矢上 - 諫早駅前 - 愛野 - 多比良港 - 島原港（長崎県交通局と共同運行）
- （特急）佐世保駅前 - 長崎空港 - 諫早駅前 - 愛野 -小浜 - 雲仙（西肥自動車、長崎県交通局と共同運行）
- （特急）長崎空港 - 久原 - 諫早駅前 - 愛野 - 多比良駅前 - 島原港（長崎県交通局と共同運行）
- （急行）長崎駅前 - 矢上 - 喜々津駅通り - 諫早駅前 - 愛野 - 小浜 - 雲仙（諫早 - 雲仙間は各停留所停車）
- （急行）長崎駅前 - 矢上 - 喜々津駅通り - 諫早駅前 - 愛野 - 小浜 - 加津佐 - 口之津駅前（諫早 - 口之津駅前間は各停留所停車）
- （急行）長崎駅前 - 矢上 - 喜々津駅通り - 諫早駅前 - 愛野 - 小浜 - 諏訪の池 - 有家駅前（諫早 - 有家駅前間は各停留所停車、中型車で運行）
- （急行）長崎空港 - 諫早駅前  - 愛野 - 小浜 - 雲仙
- 島原駅 - がまだすドーム - 道の駅ふかえ（2006年4月1日廃止）

### 車両

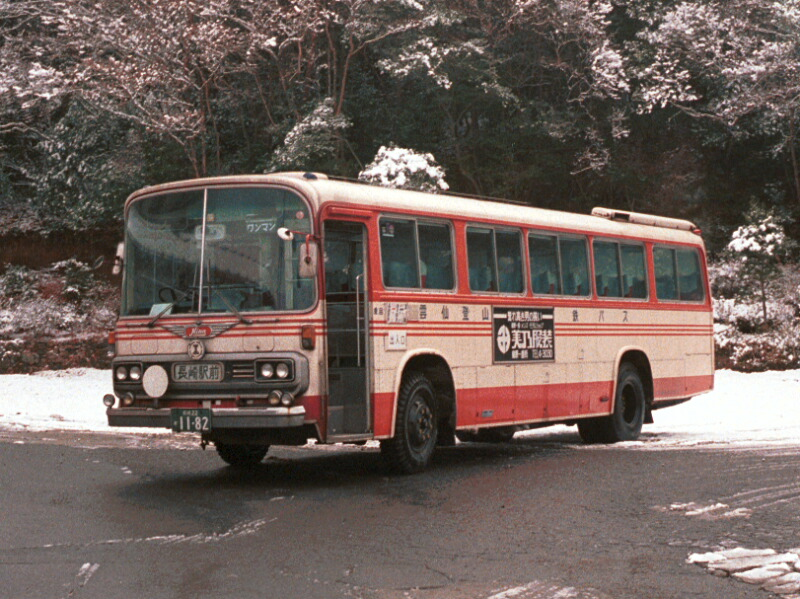
過去の車両

車両は2002年までメーカーを日野に、ボディも日野純正の日野車体工業（現：ジェイ・バス）製に統一していたが、2003年以降、ごく少数の三菱およびいすゞ車を購入している。また2007年4月に島原半島から県営バスが撤退した際、半島内の路線で運用されていた県営バスの三菱車中古車を譲り受けているほか、（当時はまだ資本関係がなかった）長崎バスからいすゞ車中古車を譲り受けた。旧長崎バス車は、左右分割式の大型方向幕や前後式扉（従来は前扉や前中扉）といった特徴のまま使用している。2010年には京王バスから日産ディーゼル・RNを譲受、国産4メーカーが揃うことになった。
高速車・貸切車については、原則日野車での導入が基本であったが、一時期「島原号」専用車に日本交通から移籍した三菱製のスーパーハイデッカー車（三菱エアロクイーン）が使用されていたが、現在は廃車となっている。また、2016年には貸切車に韓国メーカーの現代自動車製観光バス（ヒュンダイユニバース）が4台まとまって導入された事で話題を呼んだが、2018年に長崎バスの傘下入り後間もなく廃車売却され、その後継として長崎バス系列である長崎バス観光からの移籍車に置き換えられた。
車両は車種にかかわらず白地に赤色・金色の帯（この塗色自体は日野のサンプルカラーをベースとしたもの）であるが、車両により塗り分け方が異なる。2002年以降に導入されたワンステップバス・ノンステップバスや県営・長崎バスからの譲受車両は旧塗装を復刻した白地に赤色の塗装である。なお、2001年以前の車両もこの塗装に塗り替えられた車両が存在する。
2018年1月に長崎バスの傘下となってからも同社からの中古車を譲り受けているが、今後はグループ会社間の移籍であることを強調するため、これまでのような自社独自の塗装変更はせず、車体は長崎バスカラーのまま社名のみを変更（長崎バスの「長崎」の部分を「島鉄」に書き換えられた程度）し「Shimatetsu」のロゴを入れた上で運用に就いている。これらの車両は長崎バス時代に方向幕をLED表示器に交換していたが、移籍に当たって再度幕に戻している（一部車両はLED表示器を引き続き使用）。逆に、元は自社オリジナル塗装により新規導入されつつ、長崎バス傘下入り後に長崎バスカラーに塗り替えられた車両もある。
従来、車両管理に際して番号は使用していなかったが、長崎バスの傘下となって以降は同社所属車の連番となる車両番号が付けられている（詳細は同社の項を参照）。また2018年以降に導入した長崎バスからの譲受車両は同社時代の番号をそのまま使用している。2020年3月より運行開始した島原市コミュニティバス「たしろ号」専用車両（日産・NV350）に関しても車籍は当社にあるため、他の車両と同様に長崎バスグループ共通の車両番号が付与されている。

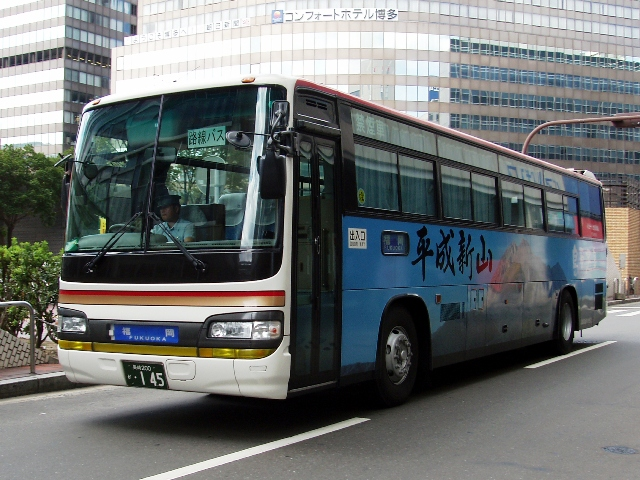
高速バス「島原号」
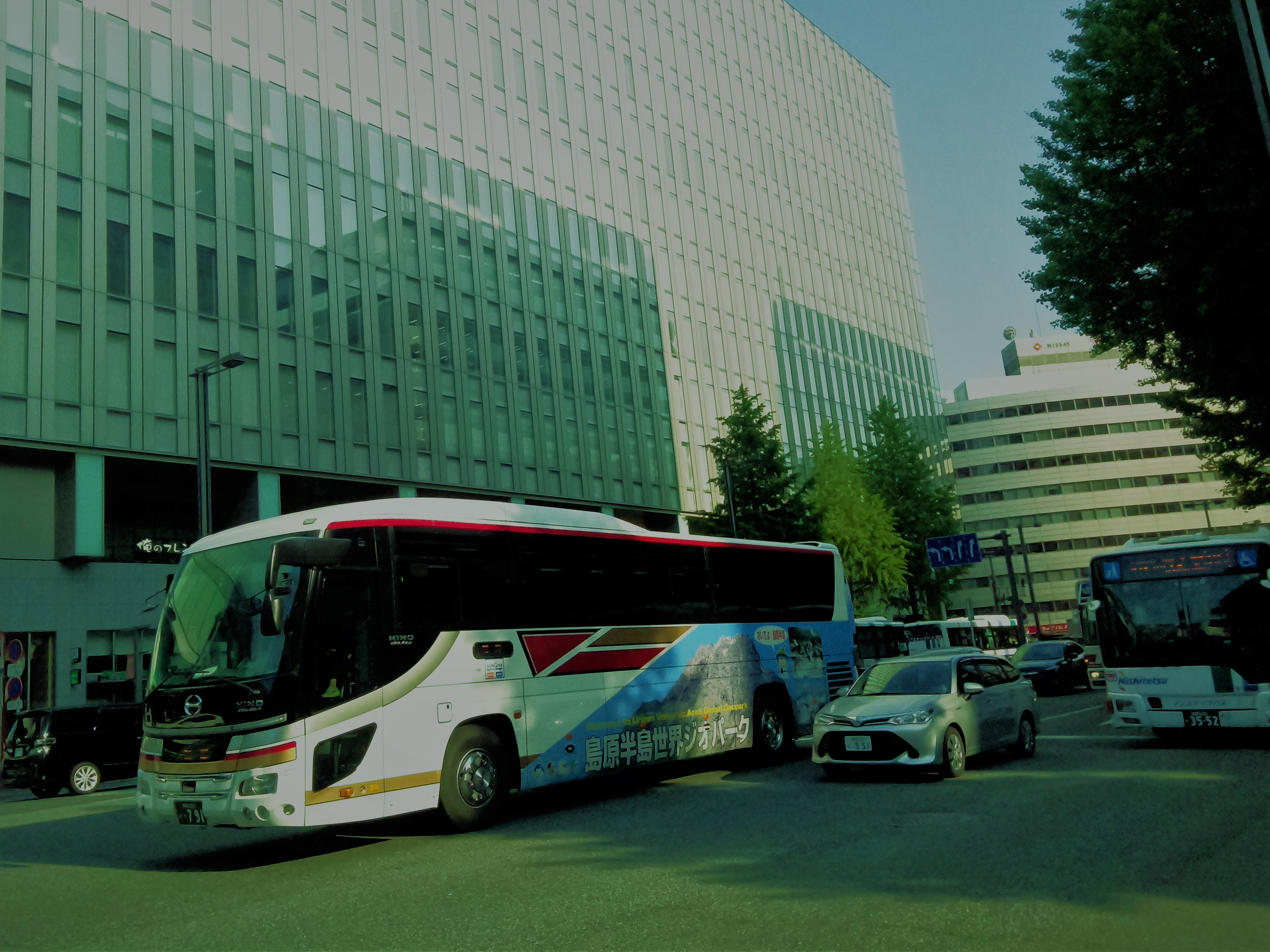
JRJP博多ビル前を走る高速バス「島原号」（日野セレガ）
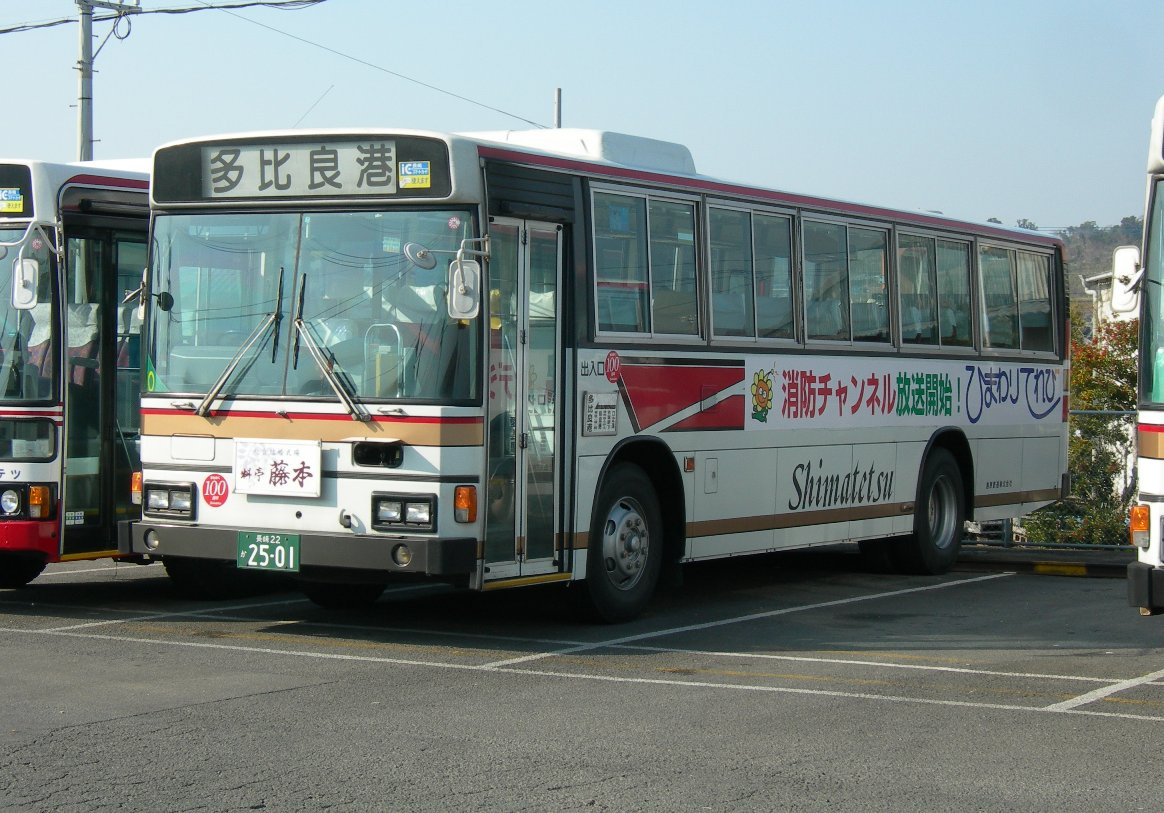
大型一般路線バス
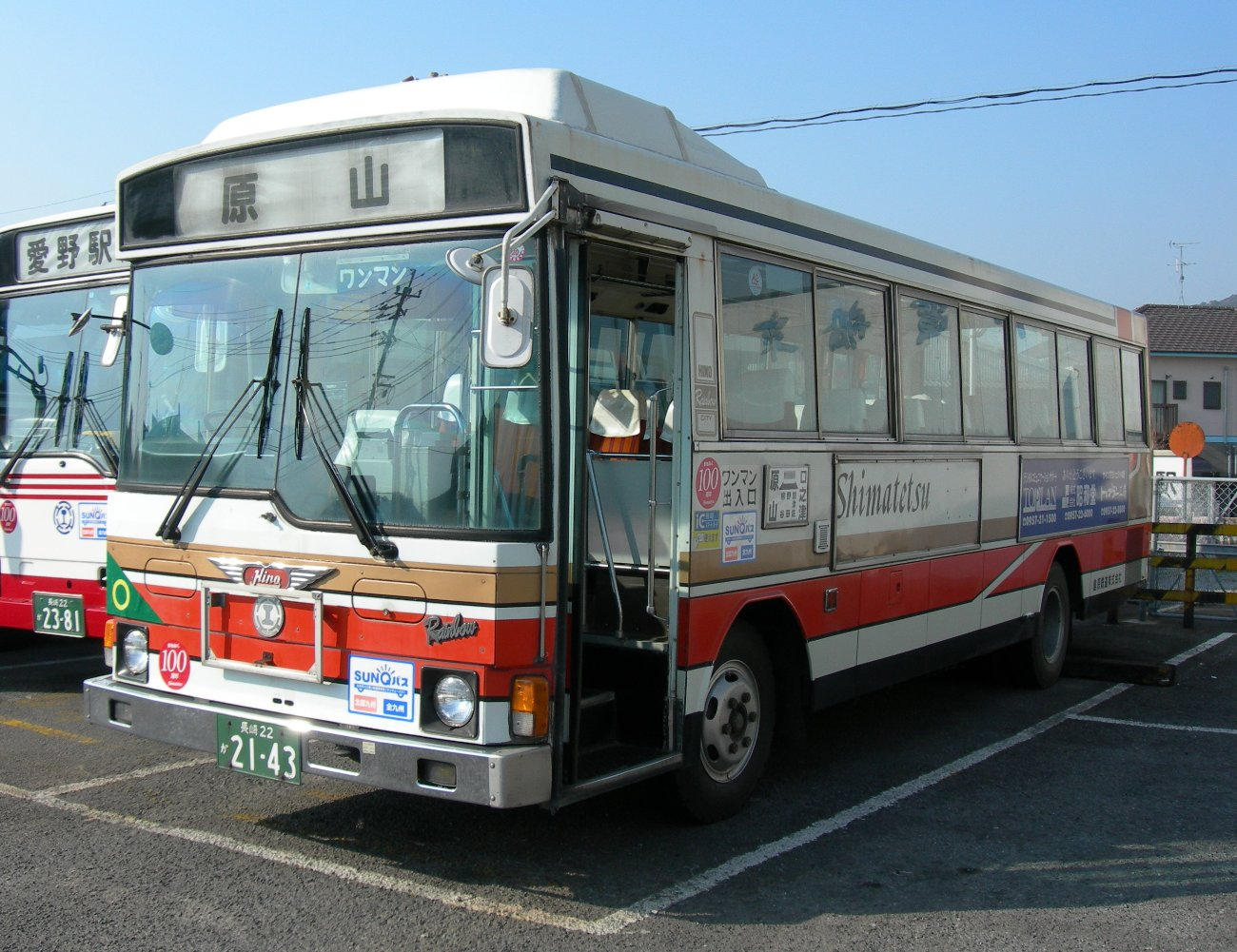
中型一般路線バス（廃車済）
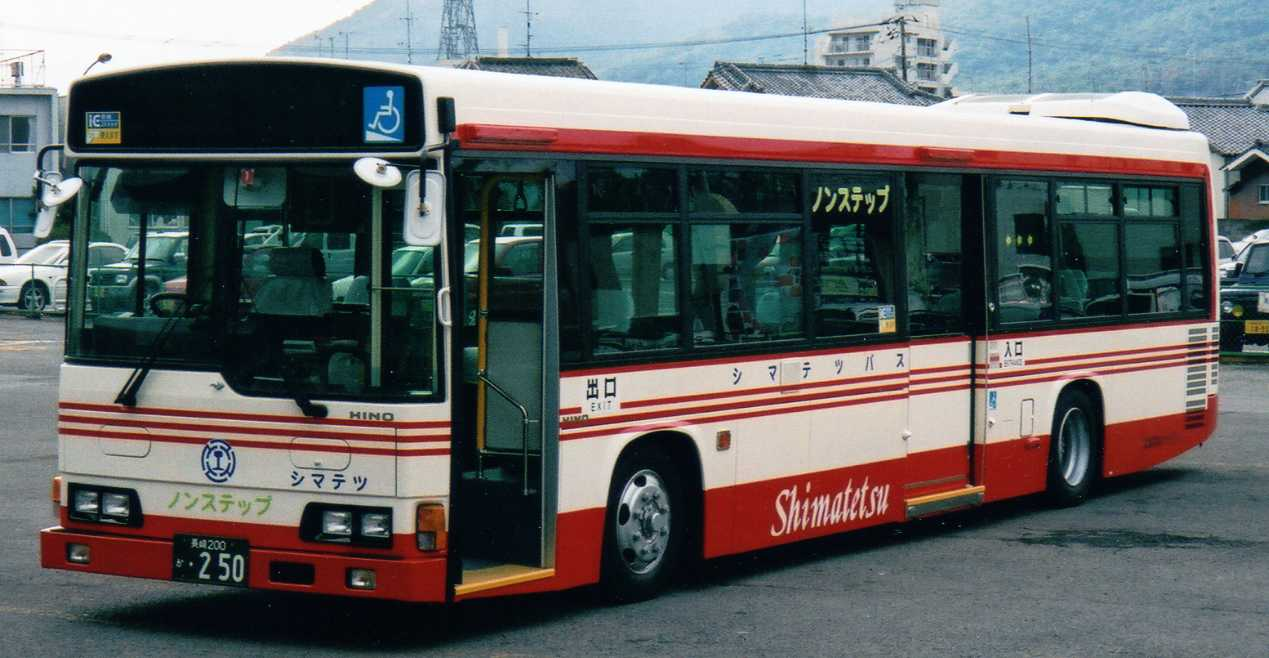
一般路線バス（ノンステップバス）
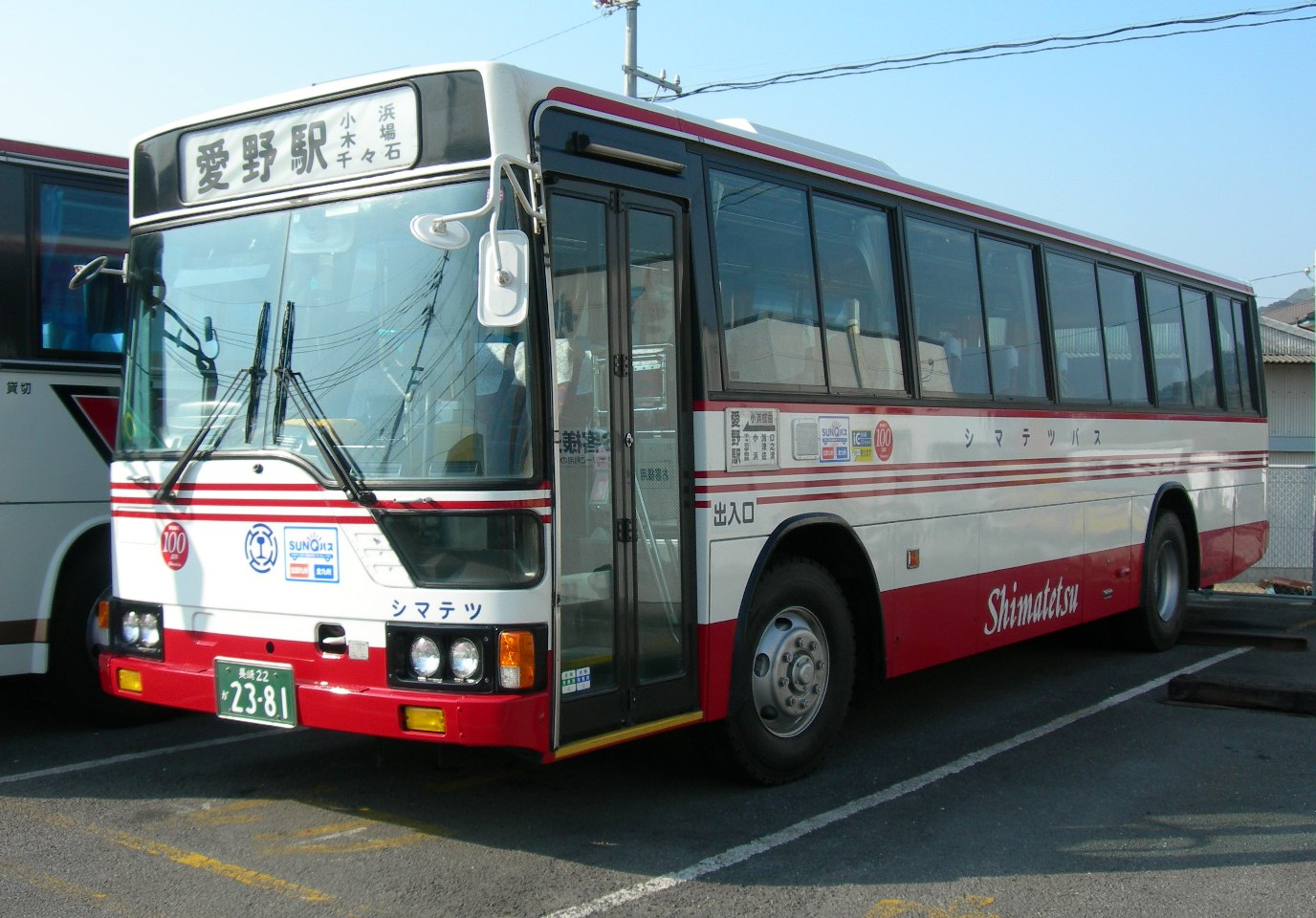
長崎県交通局からの譲受車
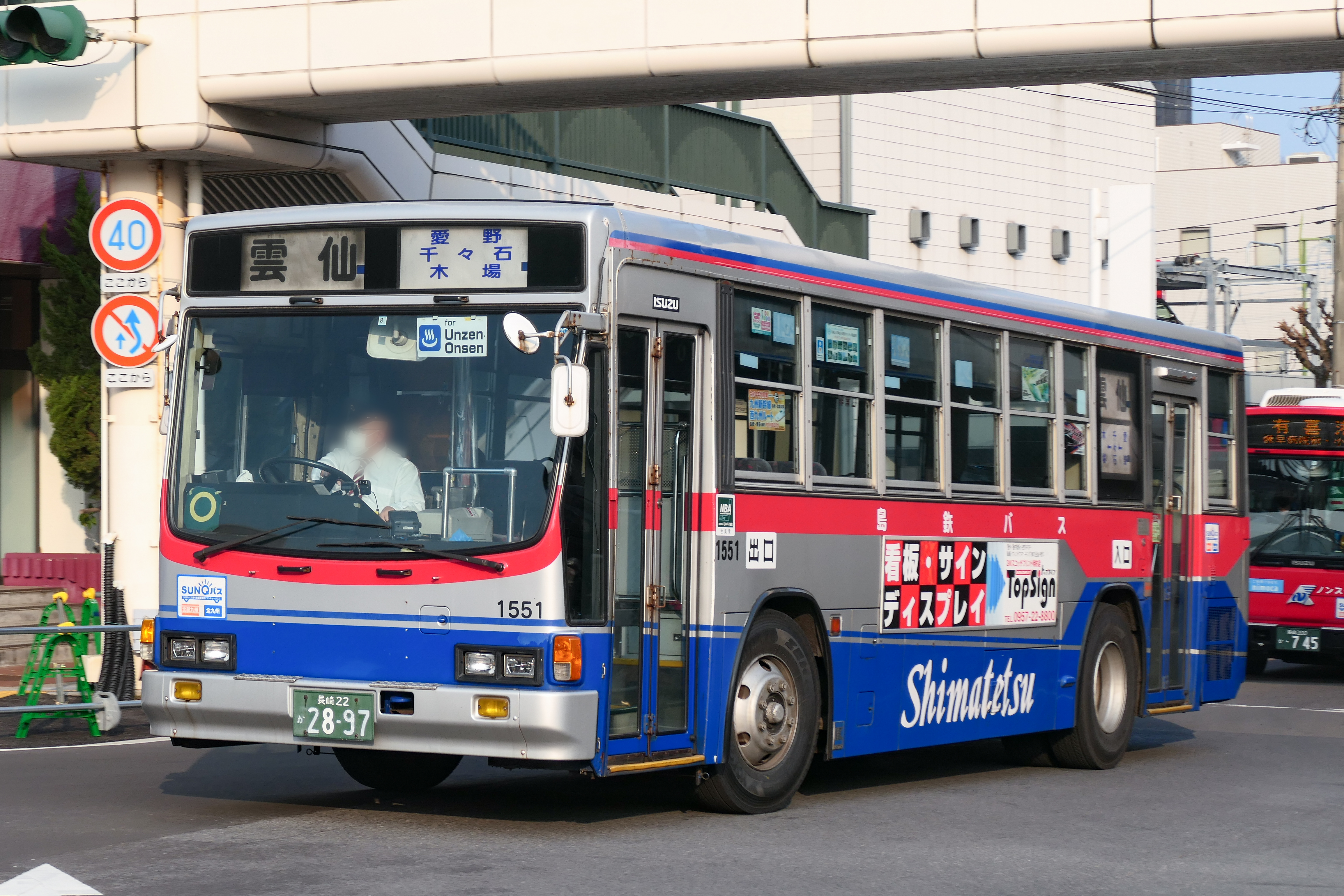
長崎バスからの移籍車 塗装・車番は長崎バス時代そのままに社名のみを変更しロゴを追加
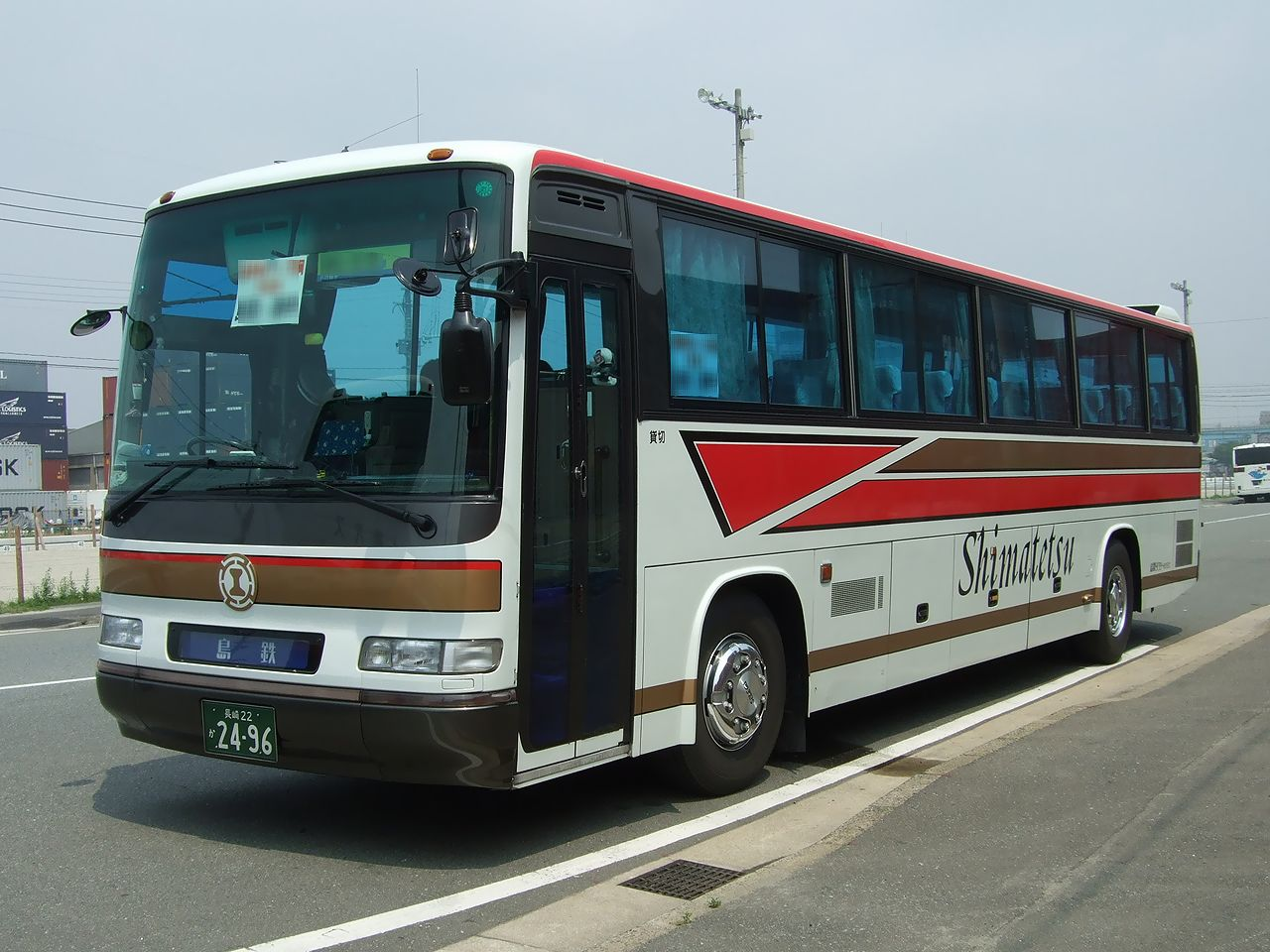
貸切車（写真の車両は当時島鉄タクシー所有）
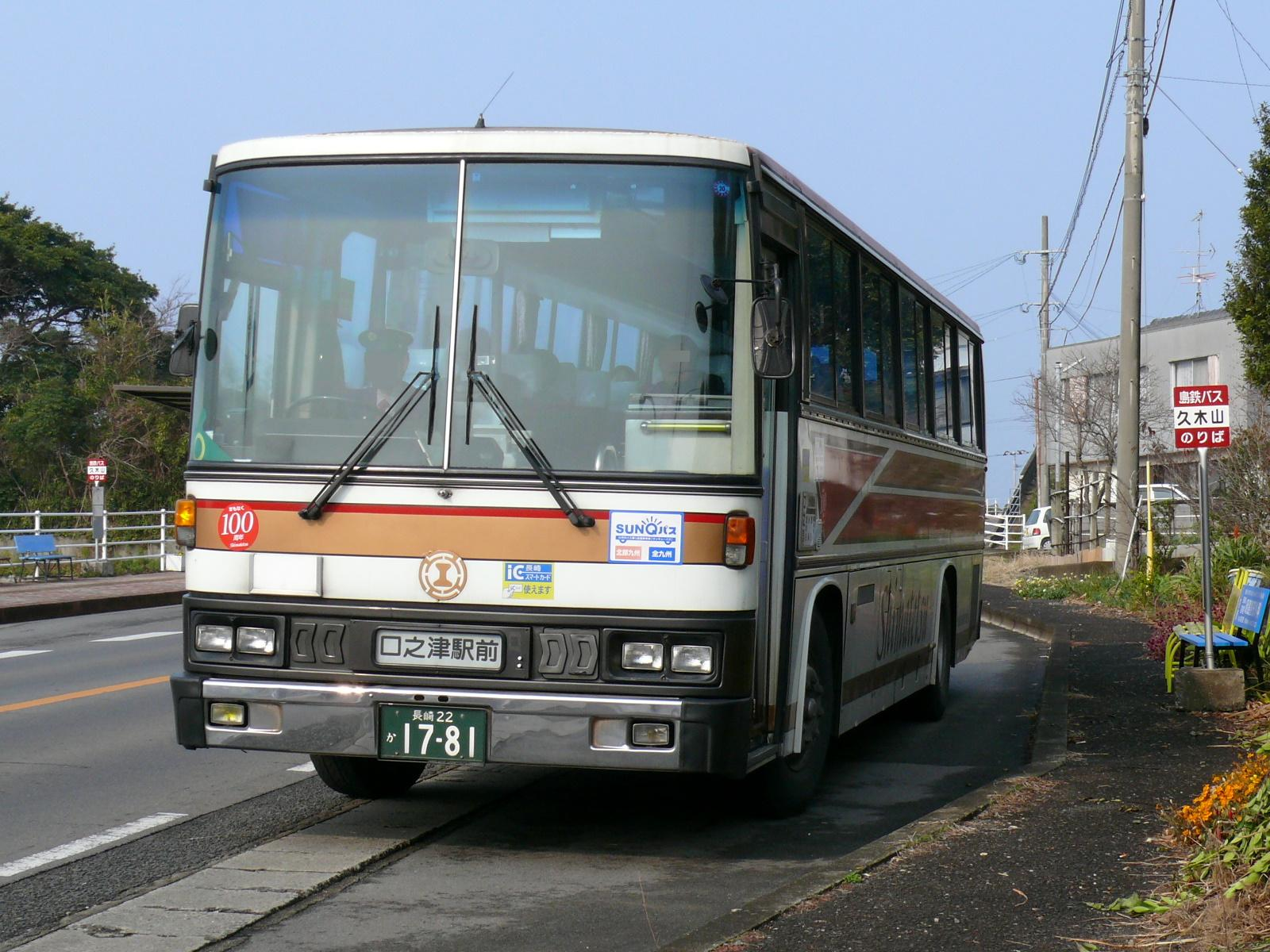
貸切車を転用した一般路線バス（廃車済）

## 船舶事業

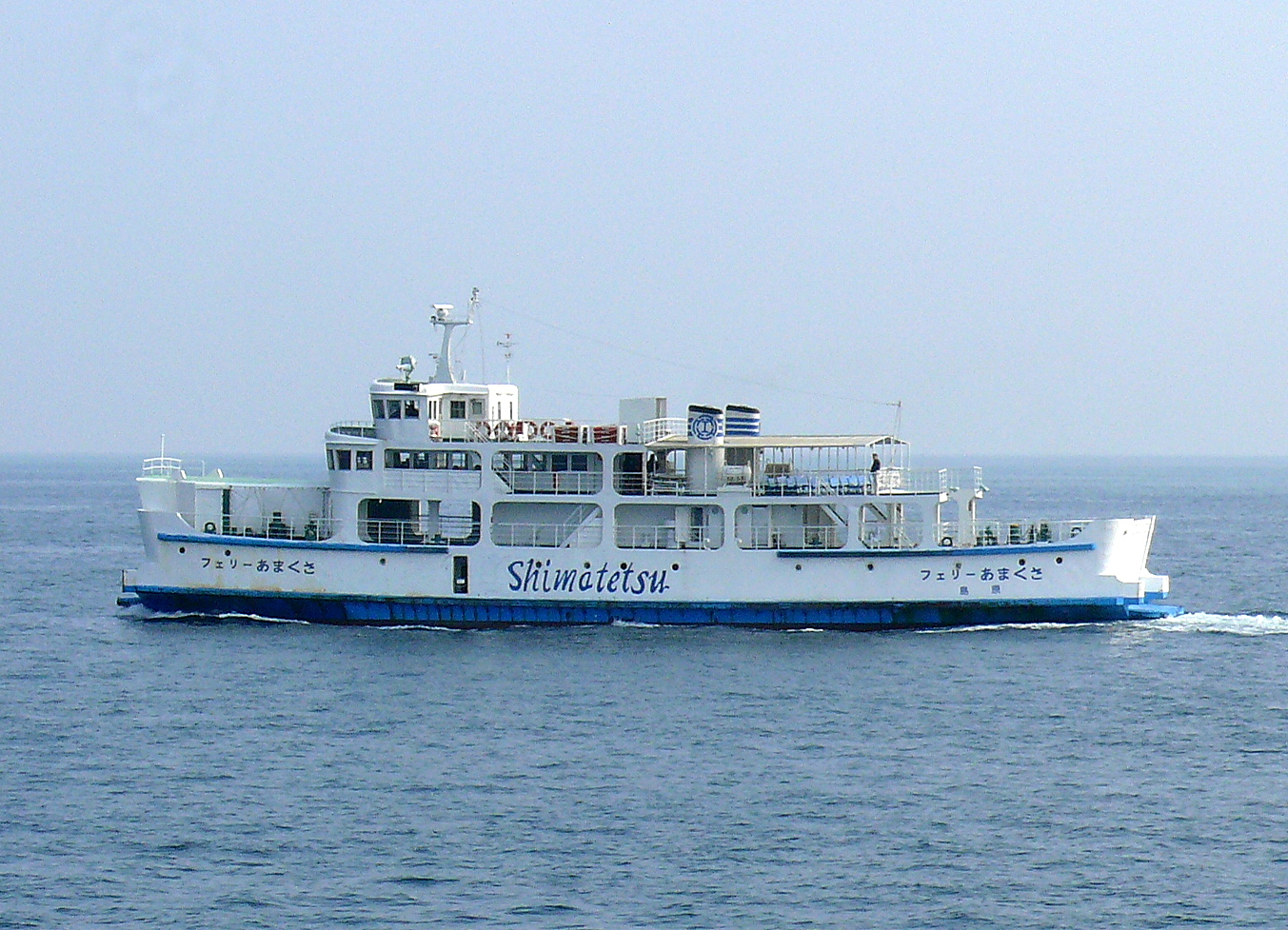
島鉄フェリー「フェリーあまくさ」
（島原湾　2008年1月6日）

フェリー（島鉄フェリー）を運航している。かつては高速船も運航していた。

### 営業所
- 島原港営業所

所在地：長崎県島原市下川尻町7-5

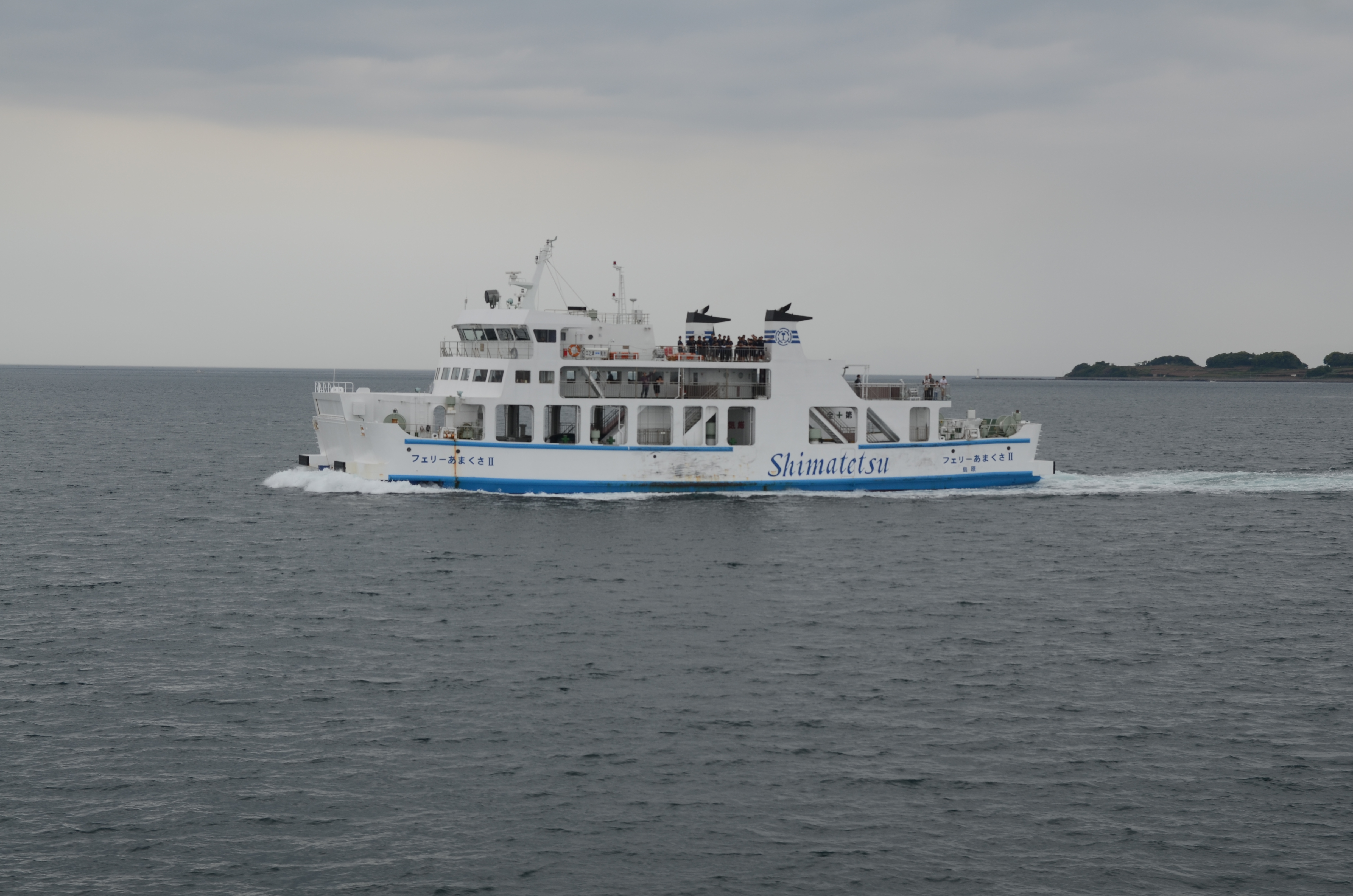
フェリーあまくさⅡ
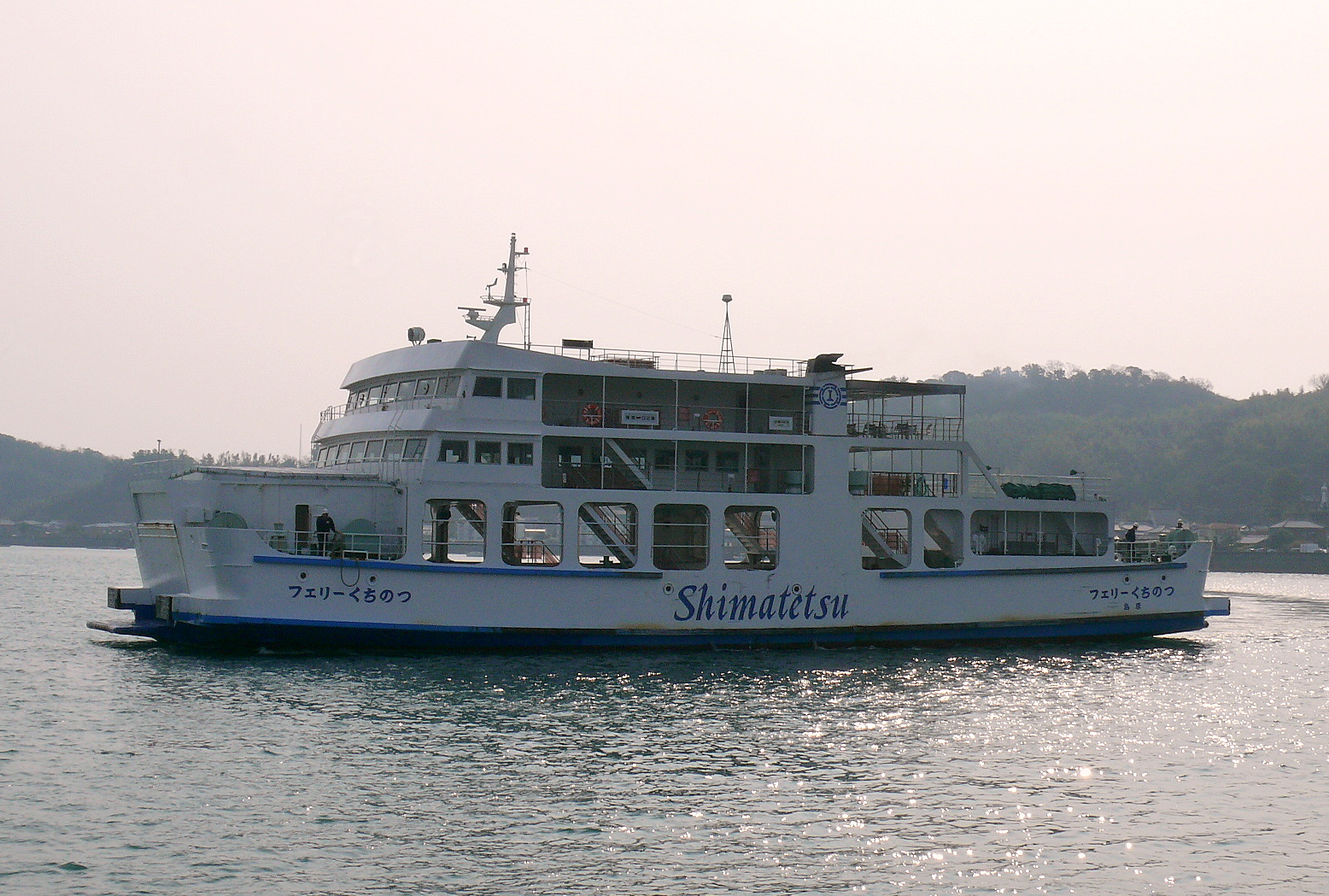
フェリーくちのつ
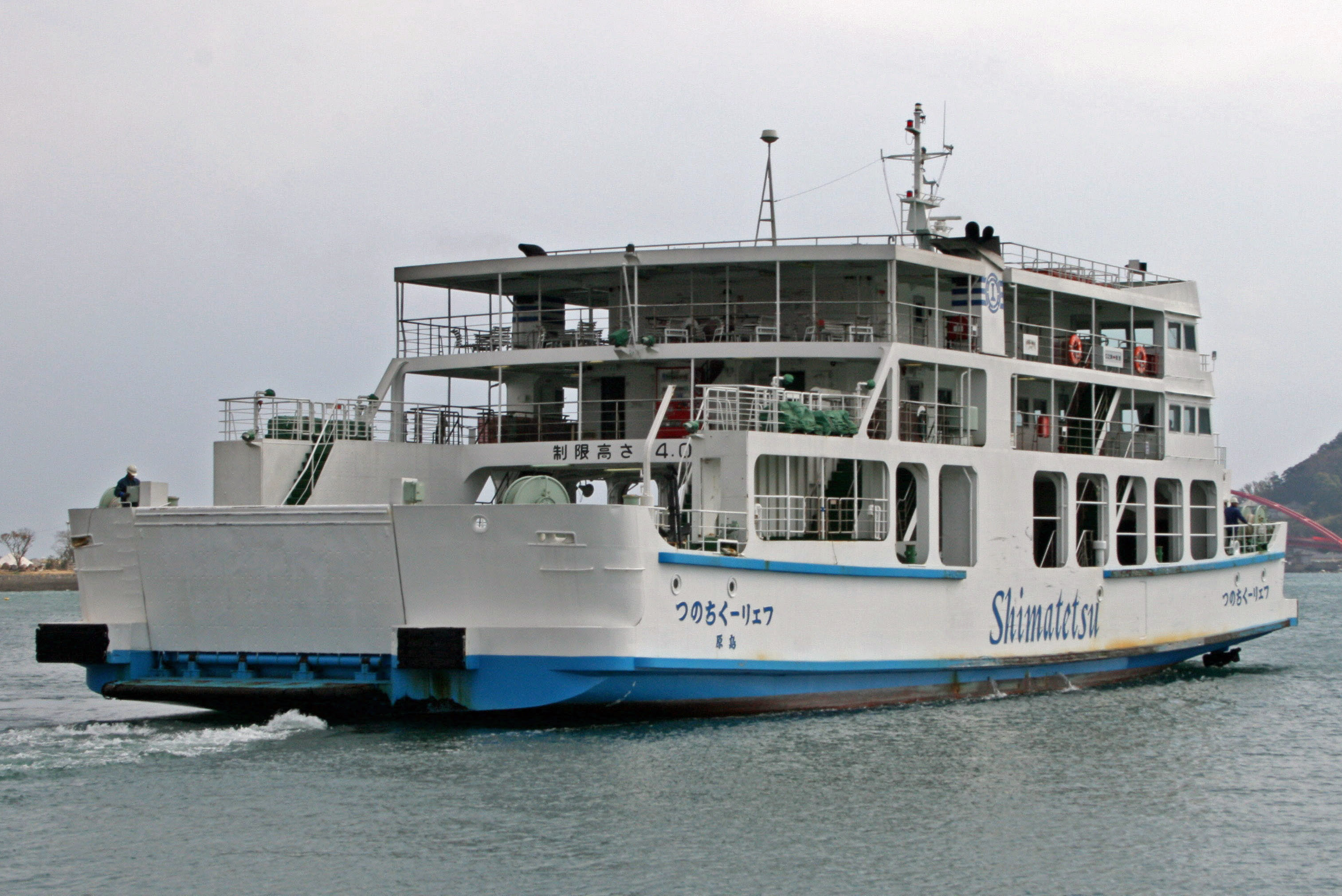
フェリーくちのつ（船尾側）
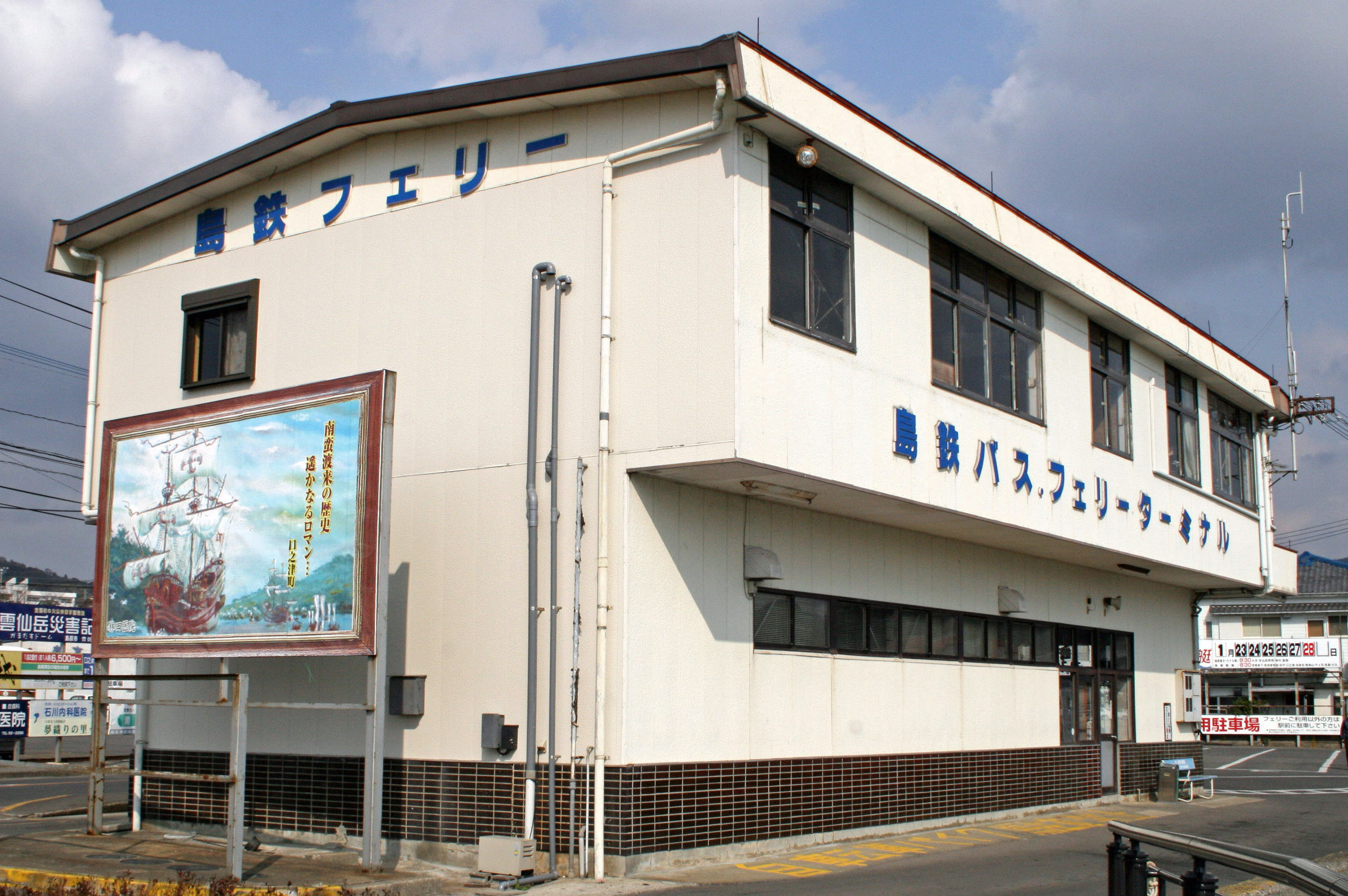
口之津港営業所
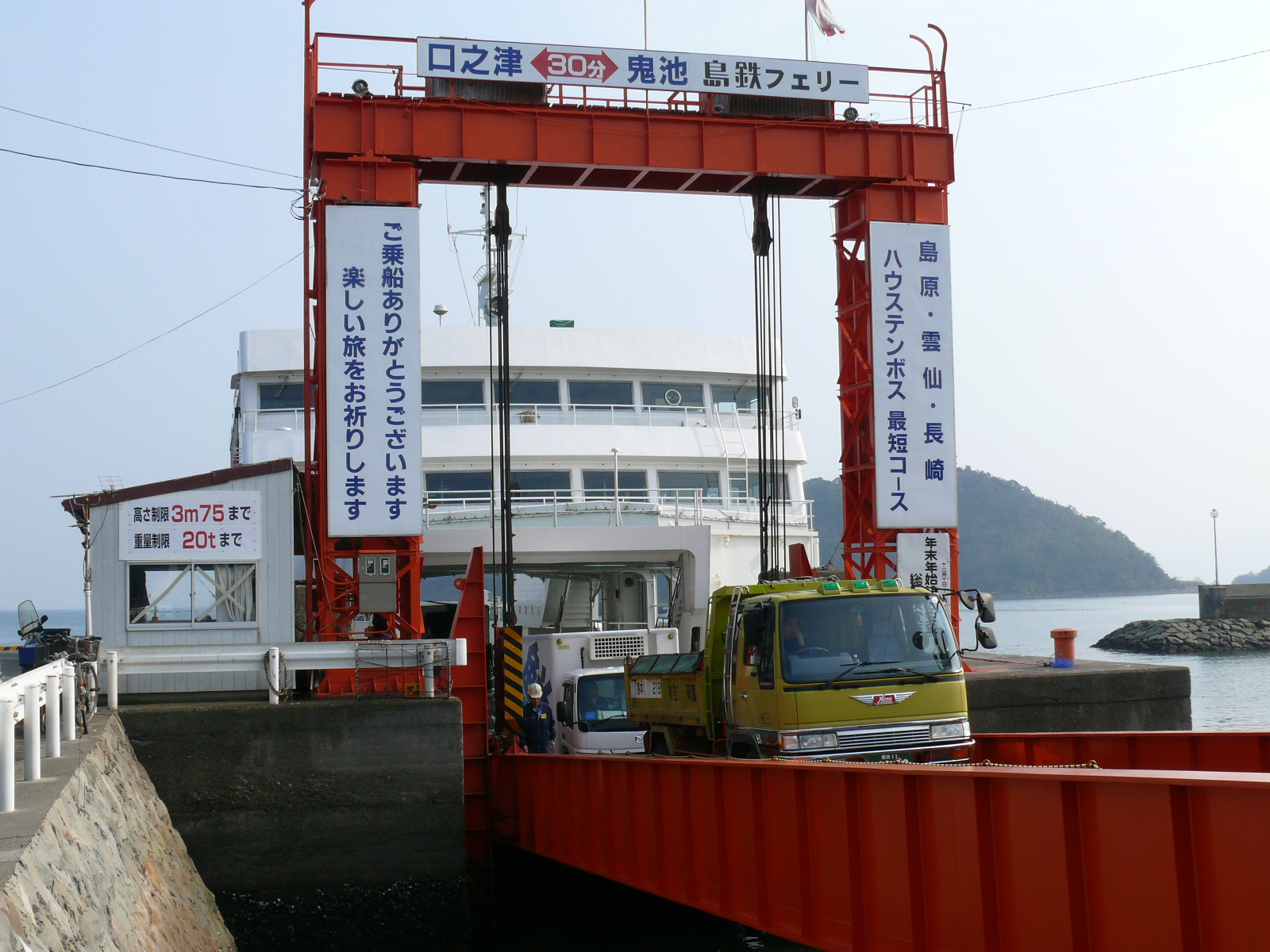
鬼池港乗り場

所在地：長崎県南島原市口之津町丙4358-6
- 鬼池港営業所

所在地：熊本県天草市五和町鬼池5087

### 島鉄フェリー
カーフェリーとしては1966年8月1日運航開始。有明海の出口にあたる早崎瀬戸を通る。国道389号の海上区間を担っている。口之津港で島鉄バス諫早（加津佐、小浜経由）・島原方面（原城、深江経由）、鬼池港で産交バス（本渡バスセンター行き）に連絡する。島原半島遊湯券、SUNQパス（北部九州版・全九州版）での利用も可能である。
航路
口之津港（長崎県南島原市） - 鬼池港（熊本県天草市）
3月から10月は運航時間帯が6:30-18:30で平日15往復/日、土日祝日17往復/日、それ以外の期間は運航時間帯が7:15-17:45で平日13往復/日、土日祝日15往復/日運航（おおむね45分 - 1時間毎。「島鉄フェリー時刻表」より）。所要時間は30分。両港同一時刻に出港する（ドック時を除く）。ただし、ゴールデンウイーク・お盆・年末年始など繁忙期間については、時刻表にかかわらず従来の始発から最終便運行の時間帯においてピストン輸送をおこなう。
2020年3月20日より口之津港は、旧・口之津駅前にあったターミナル（長崎県南島原市口之津町丙4134番地71）から、南島原市口之津支所や口之津歴史資料館などを集約した新しい「南島原市口之津ターミナルビル」に発着地を変更した。これに際し、追加費用負担のため運賃値上げを実施した。

船舶
フェリーあまくさII
長崎県の渡辺造船所建造、2015年11月2日就航、620総トン、全長48.35m、幅14.00m、航海速力11.5ノット、最大速力12.55ノット、主機関800馬力×2基、旅客定員350名、搭載車輌数バス7台または乗用車28台、船内はバリアフリー対応とし、エレベーター、電光掲示板（聴覚障害者への対応）、多目的トイレを設置。
フェリーくちのつ
向井造船所建造、1993年9月21日竣工、10月3日就航
494総トン、全長47.3m、幅12.5m、深さ3.2m、喫水2.4m、主機関ダイハツディーゼル6DLM-20S(L) 850馬力×2基2軸、最高速力13.2ノット、航海速力12.3ノット、旅客定員350名、大型バス8台または乗用車27台、サイドスラスター装備
フェリーあまくさ
長崎造船建造、1982年1月竣工・就航、「フェリーあまくさII」就航により引退。
361.06総トン、全長43.50m、型幅11.00m、型深さ3.10m、ディーゼル2基、機関出力740ps、航海速力10.9ノット、旅客定員350名、バス6台または乗用車20台
天洋丸
神田造船所建造、1967年7月竣工。1994年フィリピンに売船。
355.68総トン、全長43.00m、型幅10.95m、型深さ3.20m、ディーゼル2基、機関出力700ps、航海速力11.8ノット、旅客定員350名、バス6台または乗用車23台
普賢丸
神田造船所建造、1966年7月竣工・就航、「フェリーくちのつ」就航により引退、1995年日本船舶明細書より削除。
357.08総トン、全長43.00m、型幅11.00m、型深さ3.20m、ディーゼル2基、機関出力700ps、航海速力11.2ノット、旅客定員350名、バス6台または乗用車23台
霧島丸 (貨客船)
東和造船建造、1961年5月23日竣工。
100総トン、ディーゼル1基、機関出力350ps
在来貨客船であるが、側面に開口部を持ち、オート三輪程度の車両航送が可能であった。
- フェリーあまくさⅡ
- フェリーくちのつ
- フェリーくちのつ（船尾側）
- 口之津港営業所
- 鬼池港乗り場

### 島鉄高速船（事業廃止）

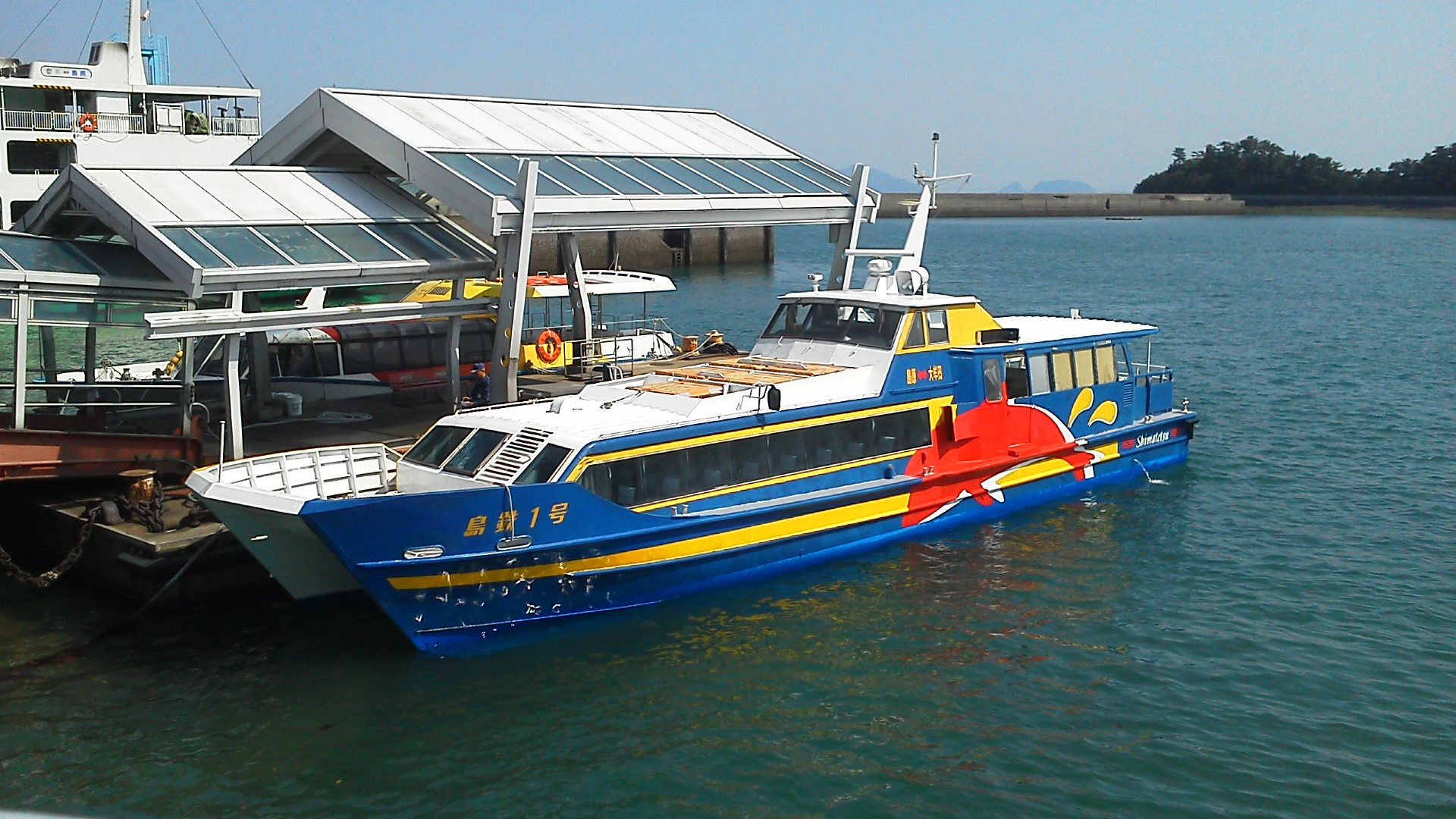
島原港に停泊する島鉄1号（手前）、島鉄2号（奥）

以下は、最終運航日の2015年3月31日時点の状況である。
航路
島原港（長崎県島原市） - 三池港（福岡県大牟田市）
便数は1日4往復、所要時間は50分。

船舶
- 島鉄1号（19t、定員76名、1998年就航、三保造船所〈大阪府〉建造）
- 島鉄2号（19t、定員66名、1997年就航。チャーターに対応）

西鉄福岡（天神）駅から島原を西鉄天神大牟田線の特急列車と西鉄バス大牟田（連絡バス）を介して約2時間20分で結ぶルートを形成し、福岡市と島原半島を結ぶ最速交通手段となっていた。島原港でも高速船の時刻に合わせ雲仙方面へのバスに連絡するなど、島原半島各地とのネットワークも形成していた。
西鉄電車・バスと高速船の乗車船券が1枚となった連絡乗車券を福岡側（西鉄主要駅）・島原側双方で発売していた。また福岡側では往復割引と島原半島内フリーおよび施設割引をセットした「湧くわく島原観光きっぷ」を、島原側では往復割引乗車券と福岡市内の宿泊施設がセットになったパックプランを発売していた。
戦後長らく島原観光汽船が運航していたが、1997年に休止となり、同年8月より島原鉄道が引き継いで運航を開始した。
年間利用客は2001年度に73,800人を数えたものの、燃料費の高騰や政府の高速道路料金割引政策等の影響で乗客は減少し2010年度より赤字に転落。2013年度の利用客は38,000人と最盛期の約半分にまで減少し、2014年度には28,600人となる見通しであった。
2015年1月、船舶と従業員ごと長崎市のやまさ海運への事業譲渡を発表。同年3月31日をもって島原鉄道による運航を終了し、「高速船三池島原ライン」に名称を変更し、翌日の4月1日から「やまさ海運」による運航が開始された。

## その他の事業
諫早駅前でビジネスホテル「諫早ターミナルホテル」を運営している。また不動産賃貸事業も行っている。

## グループ会社
島鉄観光株式会社 - 2024年3月現在、広告業、航空貨物運送事業（休止中）をおこなっている。
同社は元々、旅行業を専業とする業種として子会社化され、航空券やJR券の発売、貸切バスの申込、諫早ターミナルホテル宿泊予約、その他企画旅行や期間限定イベント企画など各種旅行商品などを取り扱い、諫早・口之津・島原に旅行センターを設けていた。
2019年4月1日をもって旅行事業を廃止。旅行事業は長崎バス観光へ吸収合併された。
過去にはタクシー事業（運転代行業）を営む島鉄タクシーが当社直営の子会社として存在し、2017年1月に島鉄観光に吸収合併される形で内包されたが、2020年の新型コロナウイルス感染拡大の影響を受け利用者が大幅に落ち込んだ上に、近年における燃料費高騰や運転士不足などの状況も重なり、コロナ禍前には21台在籍していた車両もコロナ禍以降では1日に5ないし6台程度しか運行できない状態が続いた事から、今後の事業継続は困難であるとして2024年1月31日を以って廃止された。

## 営業成績
| 年度別実績 | 年度別実績     | 年度別実績      | 年度別実績     | 年度別実績   | 年度別実績     | 年度別実績           | 年度別実績                                             | 年度別実績     | 年度別実績       |
| 年度       | 輸送人員（人） | 貨物量 （トン） | 営業収入（円） | 営業費（円） | 営業益金（円） | その他益金（円）     | その他損金（円）                                       | 支払利子（円） | 政府補助金（円） |
| ---------- | -------------- | --------------- | -------------- | ------------ | -------------- | -------------------- | ------------------------------------------------------ | -------------- | ---------------- |
| 1911       | 66,825         | 565             | 15,685         | 13,935       | 1,750          |                      | 利息配当金補填1,750                                    |                |                  |
| 1912       | 200,680        | 6,221           | 28,271         | 23,296       | 4,975          |                      | 繰越欠損補填金1,302 創立功労者慰労金16,665             | 516            | 16,111           |
| 1913       | 358,680        | 10,694          | 72,040         | 59,879       | 12,161         |                      | 資本欠損補充金63                                       | 15,572         | 26,962           |
| 1914       | 473,597        | 15,703          | 101,118        | 76,934       | 24,184         |                      |                                                        | 24,679         | 28,682           |
| 1915       | 463,704        | 17,303          | 96,367         | 83,237       | 13,130         |                      |                                                        | 21,164         | 33,181           |
| 1916       | 474,003        | 23,371          | 109,160        | 69,249       | 39,911         |                      |                                                        | 19,467         | 22,913           |
| 1917       | 563,768        | 34,746          | 144,170        | 92,334       | 51,836         |                      | 補助金返戻3,104                                        | 15,584         | 5,523            |
| 1918       | 647,964        | 46,893          | 204,974        | 119,410      | 85,564         |                      |                                                        | 14,053         |                  |
| 1919       | 790,607        | 57,235          | 288,178        | 163,225      | 124,953        |                      | 償却金18,000                                           | 14,175         |                  |
| 1920       | 857,982        | 67,996          | 386,397        | 246,817      | 139,580        |                      |                                                        | 14,189         |                  |
| 1921       | 856,328        | 51,326          | 406,712        | 222,286      | 184,426        |                      |                                                        |                |                  |
| 1922       | 954,823        | 61,411          | 437,051        | 234,236      | 202,815        |                      |                                                        |                |                  |
| 1923       | 964,570        | 62,890          | 427,439        | 283,549      | 143,890        |                      |                                                        | 13,641         |                  |
| 1924       | 998,798        | 65,811          | 444,021        | 264,315      | 179,706        |                      |                                                        | 13,449         |                  |
| 1925       | 1,081,748      | 64,633          | 446,345        | 258,411      | 187,934        |                      |                                                        | 13,105         |                  |
| 1926       | 1,197,548      | 74,089          | 469,498        | 283,362      | 186,136        |                      |                                                        | 12,842         |                  |
| 1927       | 1,259,792      | 65,278          | 473,770        | 270,546      | 203,224        |                      |                                                        | 12,562         |                  |
| 1928       | 1,346,386      | 66,422          | 480,253        | 268,717      | 211,536        |                      |                                                        | 12,262         |                  |
| 1929       | 1,324,541      | 68,219          | 504,123        | 285,071      | 219,052        |                      |                                                        | 11,942         |                  |
| 1930       | 1,314,813      | 57,771          | 448,892        | 277,480      | 171,412        |                      | 自動車業その他5,270                                    | 11,600         |                  |
| 1931       | 1,174,948      | 50,256          | 428,411        | 239,170      | 189,241        | 自動車業1,648        |                                                        | 11,235         |                  |
| 1932       | 1,081,577      | 46,190          | 400,822        | 223,173      | 177,649        | 自動車業433          | 償却金500                                              | 10,845         |                  |
| 1933       | 1,126,887      | 55,735          | 365,461        | 226,890      | 138,571        | 自動車業2,182        |                                                        | 13,240         |                  |
| 1934       | 1,195,815      | 70,891          | 390,645        | 248,621      | 142,024        |                      |                                                        | 34,062         |                  |
| 1935       | 1,279,163      | 58,730          | 396,326        | 249,450      | 146,876        | 自動車業その他1,665  | 雑損6,663                                              | 33,172         |                  |
| 1936       | 1,300,595      | 61,928          | 410,083        | 236,247      | 173,836        |                      | 自動車業5,328 雑損償却金20,630                         | 31,226         |                  |
| 1937       | 1,363,492      | 69,440          | 449,554        | 289,446      | 160,108        | 諸税引当金戻入58,230 | 自動車業7,727 諸税引当金21,000 償却金30,000 雑損16,187 | 21,669         |                  |
| 1939       | 1,540,583      | 112,186         |                |              |                |                      |                                                        |                |                  |
| 1941       | 2,189,154      | 150,937         |                |              |                |                      |                                                        |                |                  |
| 1943       | 4,893,814      | 262,937         |                |              |                |                      |                                                        |                |                  |
| 1945       | 4,941,906      | 144,972         |                |              |                |                      |                                                        |                |                  |

| 年度別実績 | 年度別実績     | 年度別実績      | 年度別実績     | 年度別実績   | 年度別実績     | 年度別実績                         | 年度別実績     | 年度別実績       |
| 年度       | 輸送人員（人） | 貨物量 （トン） | 営業収入（円） | 営業費（円） | 営業益金（円） | その他損金（円）                   | 支払利子（円） | 政府補助金（円） |
| ---------- | -------------- | --------------- | -------------- | ------------ | -------------- | ---------------------------------- | -------------- | ---------------- |
| 1922       | 245,462        | 4,154           | 58,796         | 56,584       | 2,212          |                                    |                |                  |
| 1923       | 274,571        | 4,665           | 67,511         | 72,644       | ▲ 5,133        | 雑損金574                          | 6,962          | 57,085           |
| 1924       | 278,594        | 5,038           | 74,728         | 57,944       | 16,784         |                                    |                | 41,256           |
| 1925       | 306,145        | 5,516           | 72,013         | 72,395       | ▲ 382          | 雑損3,672                          | 5,164          | 41,716           |
| 1926       | 474,259        | 8,675           | 124,656        | 94,082       | 30,574         | 雑損8,121                          | 1,242          | 50,502           |
| 1927       | 543,959        | 9,858           | 155,192        | 137,150      | 18,042         | 雑損307                            | 6,548          | 74,433           |
| 1928       | 653,833        | 12,416          | 180,900        | 163,159      | 17,741         | 雑損3,128                          | 43,829         | 99,324           |
| 1929       | 738,910        | 11,621          | 186,292        | 160,664      | 25,628         | 雑損1,235                          | 39,359         | 120,920          |
| 1930       | 698,929        | 7,977           | 165,614        | 142,445      | 23,169         | 雑損2,158                          | 35,667         | 122,481          |
| 1931       | 617,736        | 6,415           | 139,746        | 140,365      | ▲ 619          | 雑損2,198 償却金4,674              | 32,596         | 110,513          |
| 1932       | 568,028        | 6,435           | 125,800        | 116,660      | 9,140          | 雑損8,794                          | 28,346         | 92,663           |
| 1933       | 581,929        | 9,258           | 126,424        | 117,139      | 9,285          | 雑損償却金4,303                    | 22,717         | 82,216           |
| 1934       | 625,147        | 10,845          | 142,866        | 124,598      | 18,268         | 雑損3,080                          | 17,581         | 82,731           |
| 1935       | 643,905        | 11,336          | 151,274        | 129,479      | 21,795         | 自動車業3,315 雑損償却金4,150      | 13,488         | 82,867           |
| 1936       | 657,188        | 12,592          | 159,262        | 140,446      | 18,816         | 自動車業7,174 雑損償却金26,131     | 9,790          | 73,428           |
| 1937       | 737,431        | 16,179          | 179,107        | 149,028      | 30,079         | 雑損296 償却金20,000 自動車業1,906 | 8,075          | 62,185           |
| 1939       | 951,440        | 32,212          |                |              |                |                                    |                |                  |
| 1941       | 1,396,405      | 44,271          |                |              |                |                                    |                |                  |
| 1943       | 556,439        | 9,762           |                |              |                |                                    |                |                  |

- 出典：『鉄道院年報』『鉄道院鉄道統計資料』『鉄道省鉄道統計資料』『鉄道統計資料』『鉄道統計』『国有鉄道陸運統計』各年度版